# Sévignac
Sévignac [seviɲak]  est une commune française située dans le département des Côtes-d'Armor, en région Bretagne.

## Géographie

### Situation

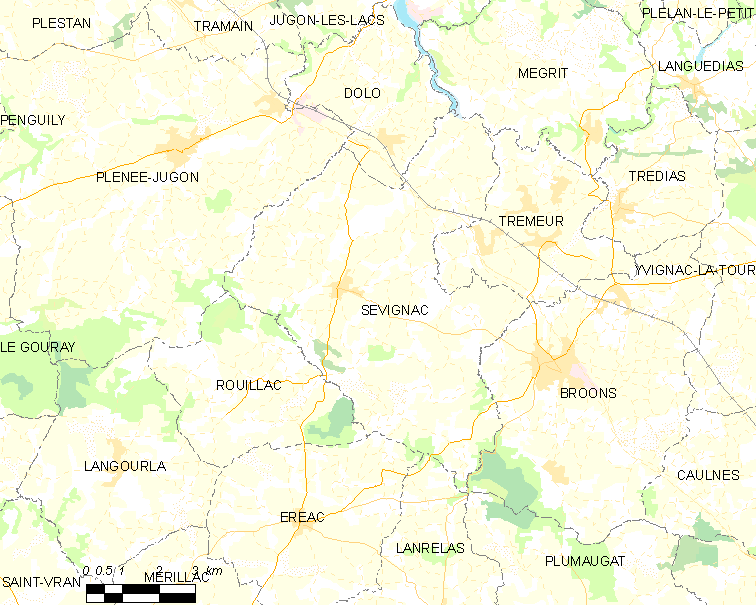
Carte de la commune de Sévignac et des communes avoisinantes.

| Plénée-Jugon | Jugon-les-Lacs , Mégrit | Trémeur   |
| Rouillac     | Sévignac                | Broons    |
| Éréac        | Lanrelas                | Plumaugat |

### Relief et hydrographie

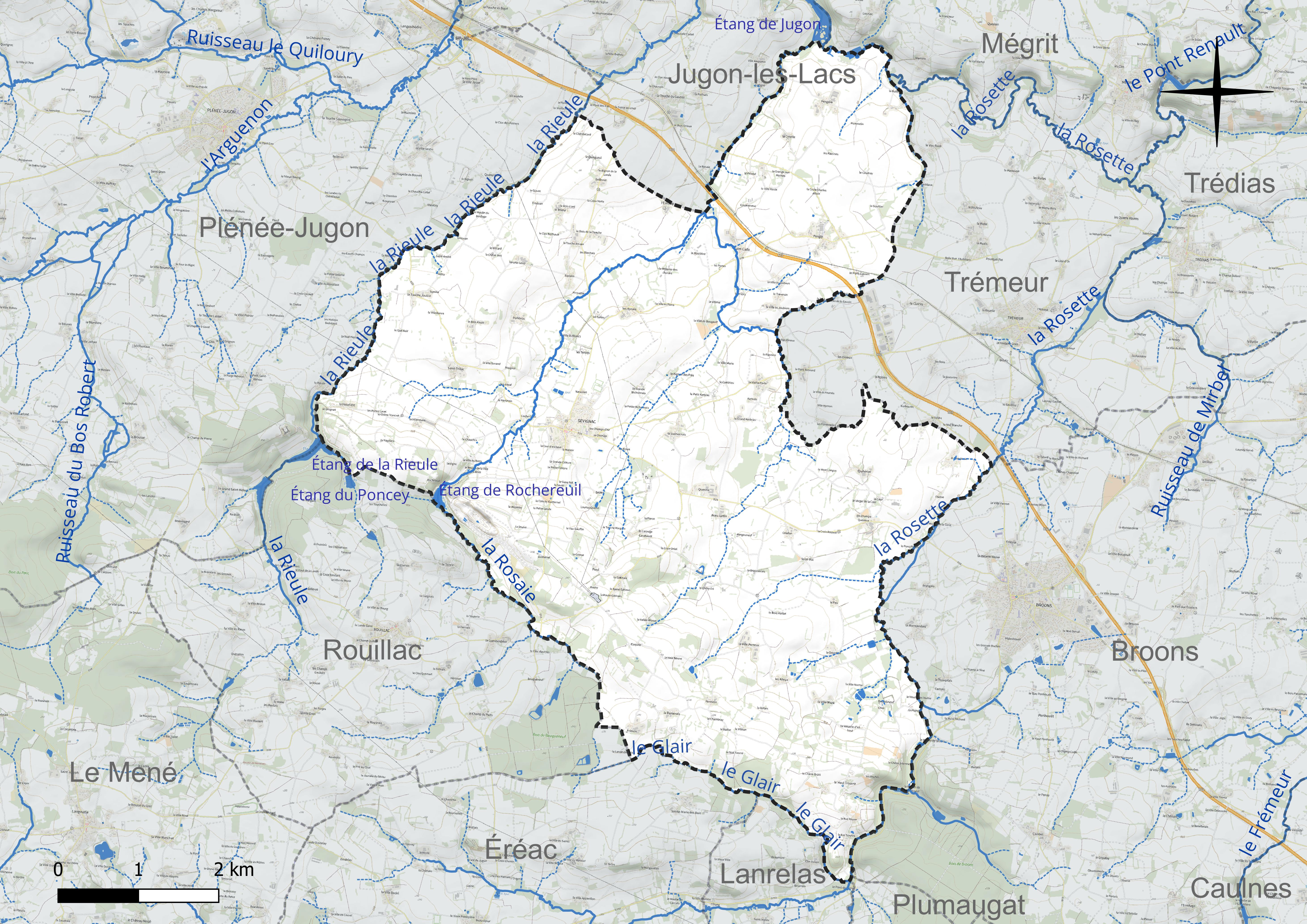
Carte du réseau hydrographique de la commune de Sévignac.

Sévignac est limitée au Nord par Dolo et Jugon (l'ensemble formant aujourd'hui Jugon-les-Lacs, commune nouvelle) et Mégrit, à l'Est par Trémeur et Broons, au Sud et au Sud-Est par Rouillac, Eréac, Lanrelas, Plumaugat, et à l'Ouest par Plénée-Jugon.
Cette localité a une superficie de 4.325 hectares ; le point culminant est à 152 mètres. La Rieulle borde la commune de Sévignac en sa partie ouest, servant de limite entre Sévignac et Plénée-Jugon. La Rosaie s'écoule tout près du bourg, et arrose l'ancien moulin de Cachegrain. Quant à la Rosette, elle marque la limite entre Sévignac et Broons, et de Trémeur en sa partie est. On découvre dans le sous-sol du schiste talqueux et du quartzite (carrière de Guitternel). Bois des Touchelles, de la Brulette, des Aunas et de la Cranne.

### Hydrographie
Pour un article plus général, voir Réseau hydrographique des Côtes-d'Armor.
La commune est située dans le bassin Loire-Bretagne. Elle est drainée par la Rosette, la Rieule, la Rosaie, le Glair et le ruisseau du Pont des maffrais,,.
La Rosette, d'une longueur de 31 km, prend sa source dans la commune de Éréac et se jette  dans l'Arguenon à Jugon-les-Lacs, après avoir traversé huit communes.  Les caractéristiques hydrologiques de la Rosette sont données par la station hydrologique située sur la commune de Mégrit. Le débit moyen mensuel est de 0,743 m3/s. Le débit moyen journalier maximum est de 18,5 m3/s, atteint lors de la crue du 7 février 2014. Le débit instantané maximal est quant à lui de 23,2 m3/s, atteint le même jour.
La Rieule, d'une longueur de 14 km, prend sa source dans la commune de Rouillac et se jette  dans la Rosette à Jugon-les-Lacs, après avoir traversé quatre communes. 
La Rosaie, d'une longueur de 12 km, prend sa source dans la commune de Rouillac et se jette  dans la Rosette à Jugon-les-Lacs. 
Deux plans d'eau complètent le réseau hydrographique : l'étang de la Rieule, d'une superficie totale de 6 ha (0 ha sur la commune) et l'étang de Rochereuil, d'une superficie totale de 2,9 ha (2,41 ha sur la commune),.

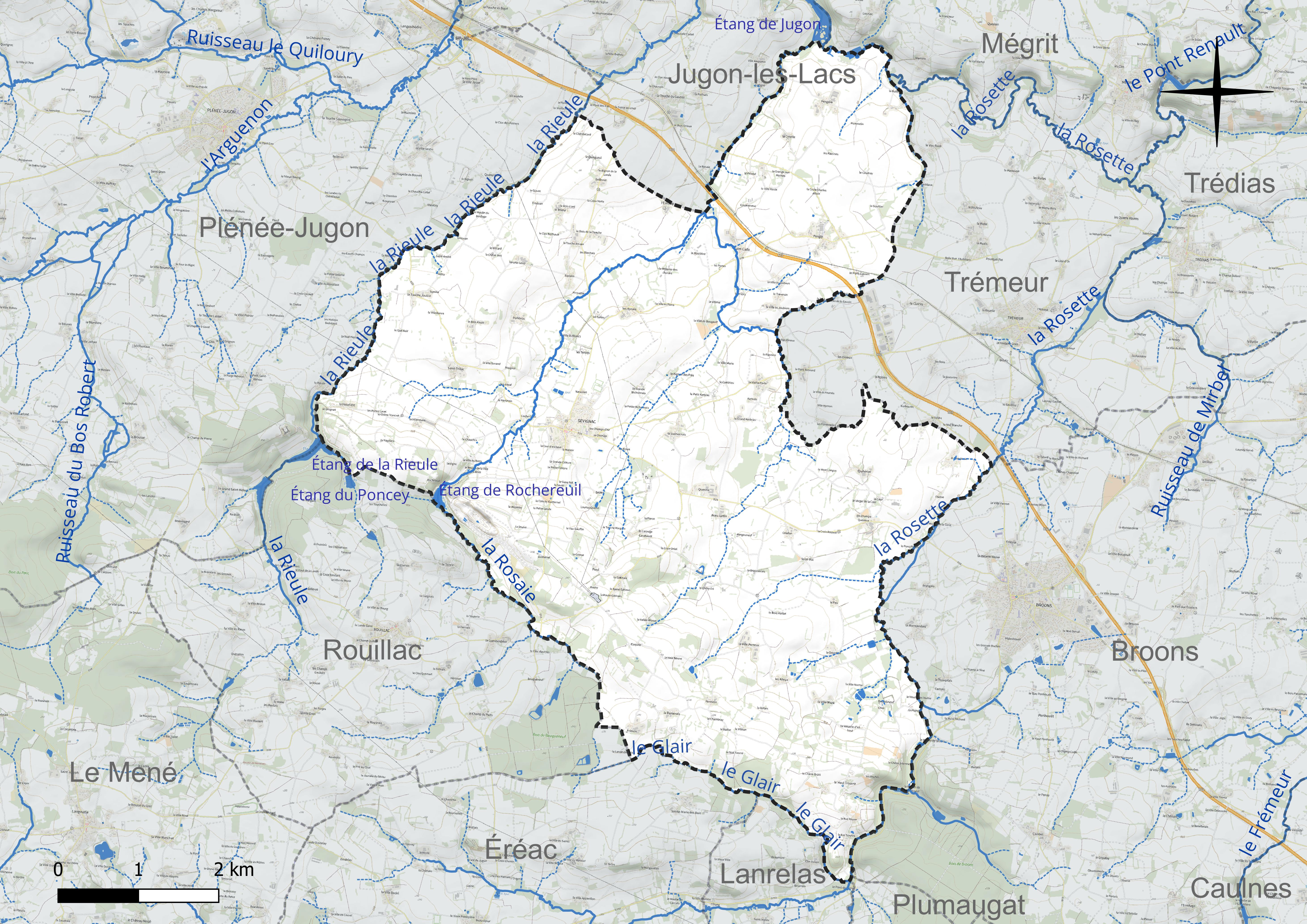
Réseau hydrographique de Sévignac.

### Climat
Pour des articles plus généraux, voir Climat de la Bretagne et Climat des Côtes-d'Armor.
En 2010, le climat de la commune est de type climat océanique franc, selon une étude du CNRS s'appuyant sur une série de données couvrant la période 1971-2000. En 2020, Météo-France publie une typologie des climats de la France métropolitaine dans laquelle la commune est exposée à un climat océanique et est dans une zone de transition entre les régions climatiques « Finistère nord » et « Bretagne orientale et méridionale, Pays nantais, Vendée ». Parallèlement l'observatoire de l'environnement en Bretagne publie en 2020 un zonage climatique de la région Bretagne, s'appuyant sur des données de Météo-France de 2009. La commune est, selon ce zonage, dans la zone « Intérieure », exposée à un climat médian, à dominante océanique.
Pour la période 1971-2000, la température annuelle moyenne est de 11,4 °C, avec une amplitude thermique annuelle de 12 °C. Le cumul annuel moyen de précipitations est de 713 mm, avec 12,3 jours de précipitations en janvier et 6,2 jours en juillet. Pour la période 1991-2020, la température moyenne annuelle observée sur la station météorologique la plus proche, située sur la commune de Merdrignac à 16 km à vol d'oiseau, est de 11,7 °C et le cumul annuel moyen de précipitations est de 905,0 mm,. Pour l'avenir, les paramètres climatiques de la commune estimés pour 2050 selon différents scénarios d'émission de gaz à effet de serre sont consultables sur un site dédié publié par Météo-France en novembre 2022.

## Urbanisme

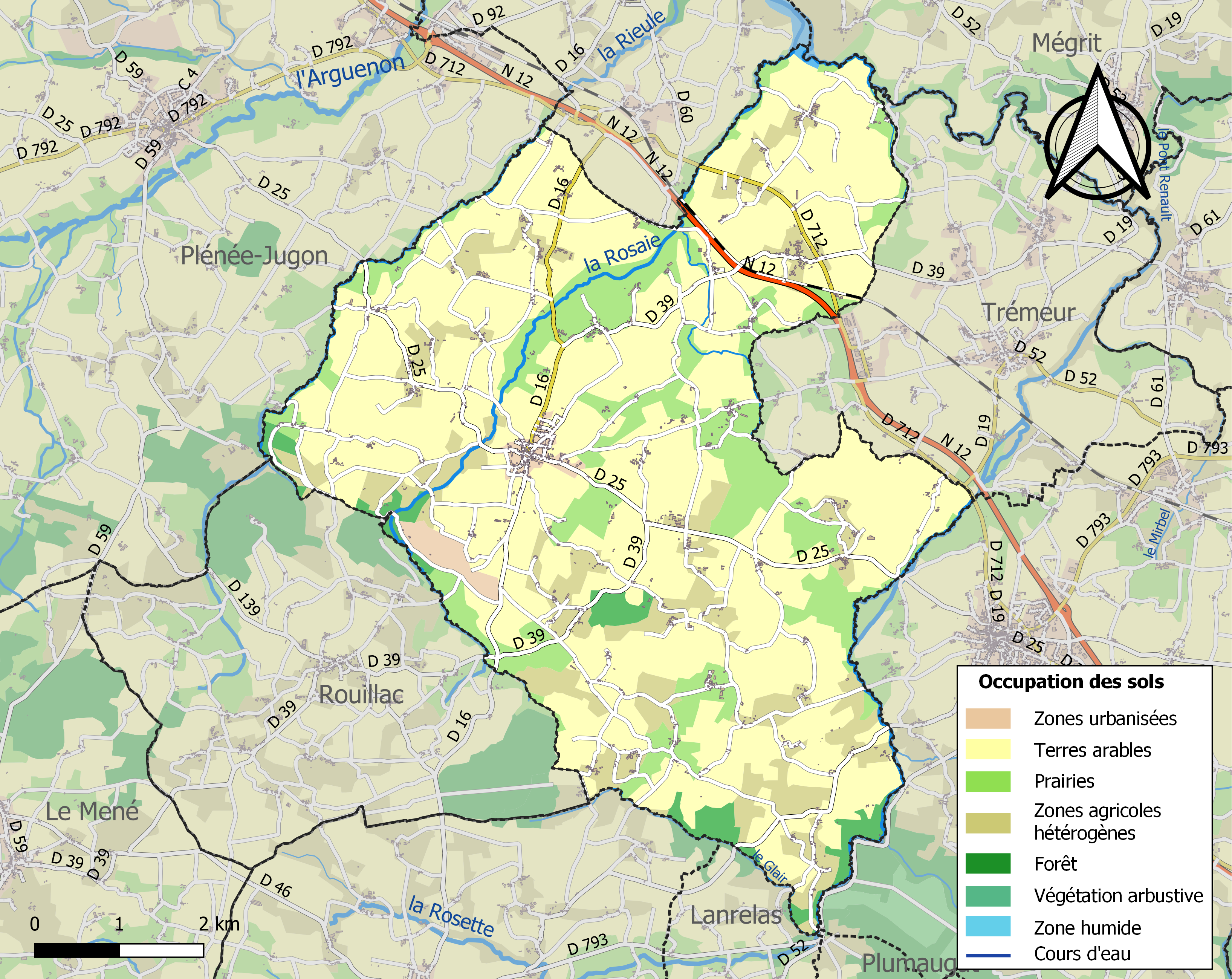
Carte des infrastructures et de l'occupation des sols en 2018.

### Typologie
Au 1er janvier 2024, Sévignac est catégorisée commune rurale à habitat très dispersé, selon la nouvelle grille communale de densité à 7 niveaux définie par l'Insee en 2022.
Elle est située hors unité urbaine et hors attraction des villes,.

## Toponymie
Le nom de la localité est attesté sous les formes Plebs Seminiaca en 869, et Sevinar en 1218.
Sévignac dérive manifestement d'un toponyme qui doit être regardé comme une dédicace à un certain Sabinius.
La commune est connue sous le nom de Sévigna en gallo.
En 1944, Théophile Jeusset crée un nom en breton pour la localité : Sevinieg. Cette forme est reprise par l'Office public de la langue bretonne pour désigner la commune.

## Histoire

### Préhistoire
Le territoire de la commune est occupé dès le Néolithique, il y a environ 6 000 ans, comme en témoigne une sépulture mise au jour vers 1898 en un point culminant qui pourrait être identifié comme étant situé au sommet de la côte de Guitternel[réf. nécessaire] ; du reste, les landes de Guitternel ont livré au cours des années soixante-dix ce qui semblait être les vestiges d'une allée couverte, mais le monument a aussitôt été détruit par l'exploitant de la carrière, craignant que des fouilles archéologiques ne viennent importuner ses carriers[réf. nécessaire].

### Période gallo-romaine
Comme l'indique sa construction toponymique, le territoire de Sévignac était vraisemblablement  un ancien fundus (exploitation agricole) gallo-romain. Dans la contrée environnante, ces anciens domaines étaient concentrés entre la Rance et l'Arguenon[réf. nécessaire]. Des gisements de tegulae ou tuiles à crochet ont été découverts aux villages du Printel et de Brondineuf. Ces vestiges révèlent la présence d'habitats disparus remontant à la période gallo-romaine.

### Haut Moyen Âge
Au cours du haut Moyen Âge, la paroisse primitive bretonne de Sévignac relevait de l'évêché d'Alet, et comprenait très certainement les localités actuelles de Rouillac, Trémeur, et une très petite partie sud de Dolo bordée par la rivière Rosaie. Sévignac est mentionné sous la forme de Seminiaca Plebs dans une charte du cartulaire de Redon en date du 29 septembre de l'an 869. Cette charte concerne une donation faite par Roiantdreh, une noble dame exerçant la charge de machtiern depuis la mort de son époux. À la mort de son fils Ewen, Roiantdreh adopte et déclare comme héritier le roi Salomon de Bretagne. Une croix monolithique visible au hameau de Pengave est un témoin de cette lointaine époque[réf. nécessaire].

### Période médiévale
À la période féodale, des familles aristocratiques disposent de fiefs dans les paroisses. Ces domaines résultent des attributions dont ces chevaliers ont été récompensés en échange de services rendus à la couronne ducale. En la paroisse de Sévignac, maintes maisons honorables disposent de fiefs, la famille Gouyon est l'une d'entre elles.
Au cours de l'an 1211, il est mention d'Étienne Goyon, celui-ci accorde à l'abbaye cistercienne de Boquen, sa dîme de Sévignac ; laquelle donation se fit avec le consentement de son épouse Lucie de Matignon, ainsi que celui de ses fils Alain, Etienne et Jean, pour le salut de l'âme de leurs défunts fils Guégon et Geoffroy.
Un deuxième fief est La Bouillière à Sévignac, il est détenu par Guillaume du Chastelier de Éréac.
Le troisième domaine appartient à la très puissante Maison de Dinan. Il est situé entre Pengly et Pengave, ce lieu est devenu la Grange aux Moines, un second endroit est nommé à présent les Granges. Quant à la chapelle de saint Cado, elle est mentionnée dans une charte datée de 1274 sous la forme de capellam Sancti Kadroci. Au cours de cette période, des défrichements furent entrepris à travers la campagne de Sévignac, et à flanc de coteau, des vignes furent plantées comme sur le site de Rochereuil.
En août 1475 les commissaires, Henry de Queslen, auditeur à la Cour des comptes, et Bertrand du Val maître des requêtes, mentionnent pour la paroisse le chiffre de 282 sujets contributifs ; 33 pauvres et 6 francs-archers.

### Temps modernes

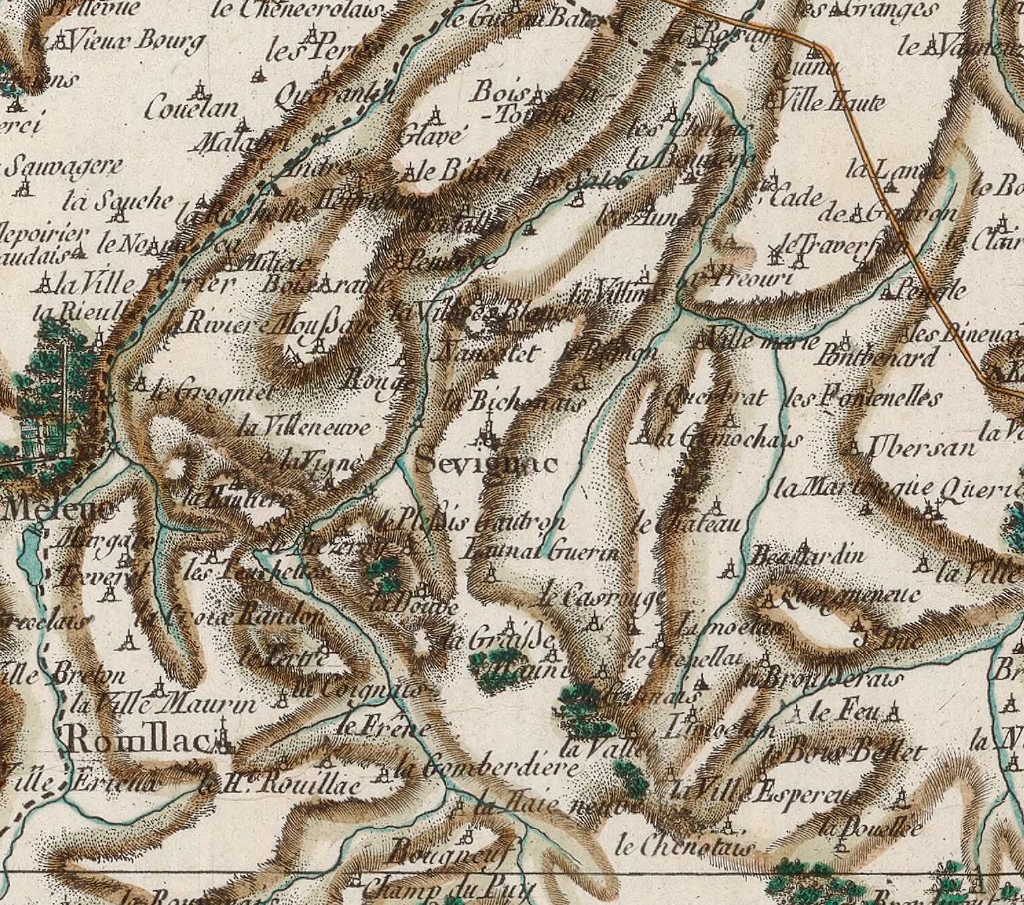
Carte de Cassini de la commune de Sévignac et de ses environs (1803).

Jean-Baptiste Ogée décrit ainsi Sévignac en 1778 : « Sévignac est situé à 9 lieues de Saint-Malo son évêché ;  à 11 lieues et demie de Rennes ; à 4 lieues et demie de Lamballe, sa subdélégation ;  cette paroisse ressort à Dinan et est dépendante du doyenné de Plumaudan. Cette paroisse renferme 2 500 communiants, la cure est à l'alternative et son territoire renferme des terres bien cultivées, des prairies et des landes, et beaucoup d'arbres fruitiers. On y connaissait des maisons nobles à Limoëlan, la Ville-es-Blancs, la Rivière, la Guénochais, les Salles, Saint-André, Brondineuf, la Touche-Anisan, le Margaro et Bougueneuf au quartier de Rouillac, Pembro, Millia, le Bignon, la Chapelle, la Ville-Billi, le Chaucheix, la Ville-Neuve, Quenna, le Plessix Gautron, la Ville Léart, Couevenneuc, Pengave ... ».
Dans les actes anciens on évoque la Grand-Rue, au bourg de Sévignac, probablement s'agit-il de la rue du Manoir, mais aussi la place Saint-Éloi, qui empruntait son nom au cimetière entourant alors l'ancienne église, la Cohue. Un auditoire de justice se dressait à l'emplacement du parking proche de la place Pierre-Henry, un acte daté de 1769 nous décrit le lieu : « Autre corps de logis avis du précédent, couvert d’ardoises, consistant dans une écurie, chambre au dessus servant d’auditoire de la juridiction de Beaumanoir-Limoëlan ... ».
Rouillac, jusqu'en 1789, était une trève de la paroisse de Sévignac, avec un bourg et la chapelle Saint-Sébastien.

### Révolution française
L'assemblée électorale des paroissiens de Sévignac en vue de la préparation des États généraux de 1789 se tint le 5 avril 1789 sous la présidence  de Joseph-Marie Pilorget en présence de 25 paroissiens dont les noms sont fournis et de plusieurs autres ; Mathurin Hamonic et Joseph Derouillac furent élus pour représenter la paroisse à l'assemblée du tiers-état de la sénéchaussée. Un cahier de doléances fut rédigé, les paroissiens se plaignant notamment du logement des troupes et de la corvée des grands chemins, liés à la situation de la paroisse sur la route de Paris à Brest.
En 1790 le recteur de Sévignac, Pierre Leforestier, et ses deux vicaires, François Éon et Mathurin Régnard, refusèrent tous les trois de prêter en juillet 1791 le serment de fidélité à la Constitution civile du clergé et devinrent donc prêtres réfractaires ; deux prêtres habitués habitaient également dans la paroisse : Jean Lemercier (il se maria par la suite avec sa domestique) et François-Ollivier Huguet, lequel fut aussi prêtre réfractaire ; un curé constitutionnel, Vincent Leroux, administra la paroisse entre septembre 1791 et août 1792. L'ancien recteur Leforestier redevint recteur de Sévignac après le Concordat entre 1801 et 1804.

### LeXIXesiècle

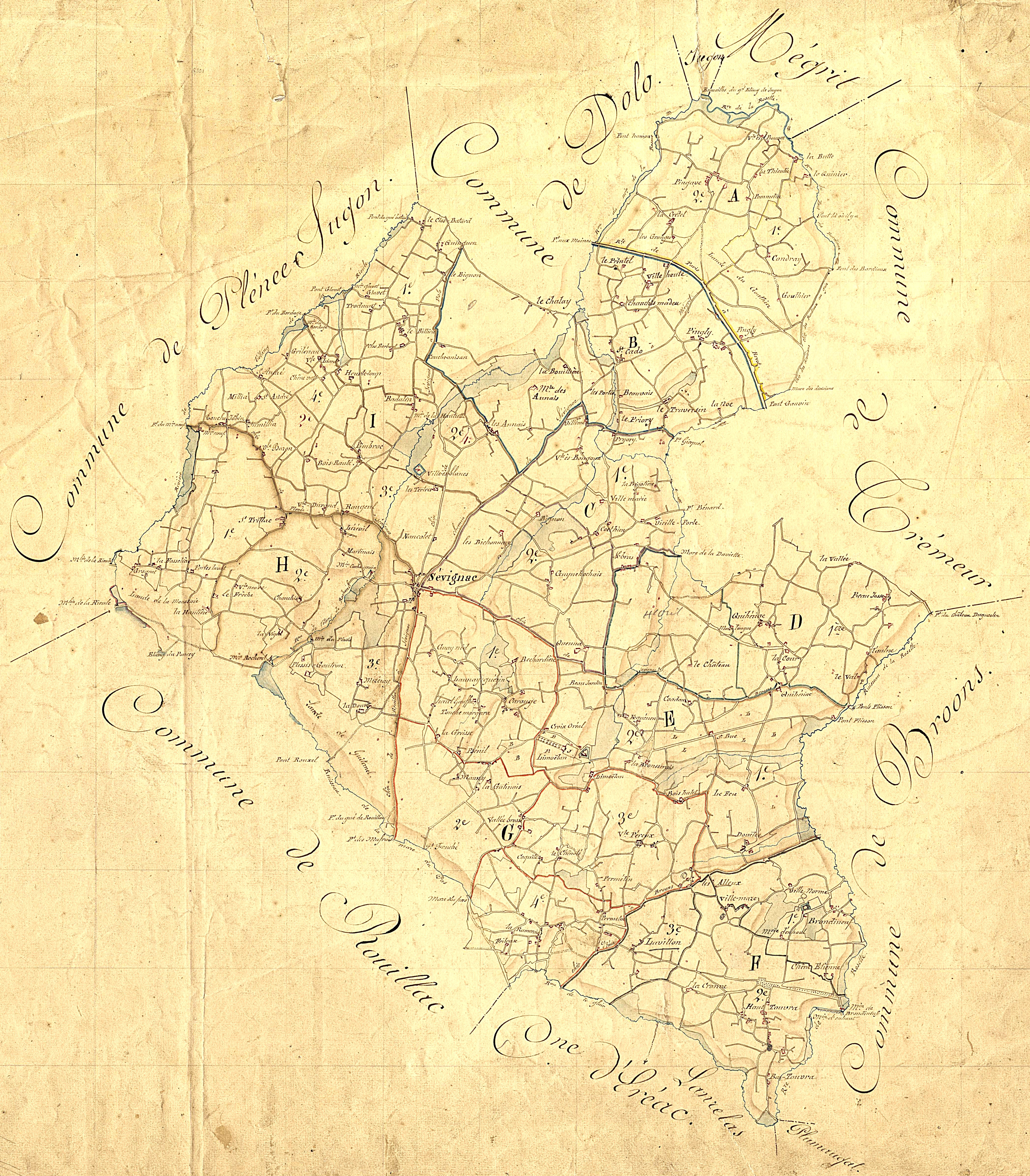
Plan cadastral de la commune de Sévignac (1836, tableau d'assemblage).

En mai 1851 le journal Le Colibri écrit :

« La consternation la plus profonde règne dans ce moment dans la commune de Sévignac (..). La fièvre typhoïde, la petite vérole et le croup y font des ravages effroyables ; jamais on n'avait vu pareille mortalité dans ce pays ; c'est au point que la semaine dernière l'administration municipale de cette commune s'est vu dans la nécessité d'envoyer chercher un registre de l'état-civil pour y inscrire les décès, le livre destiné à cet effet pour l'année 1851 s'étant trouvé rempli dès le premier trimestre de la dite année. On nous assure que des familles entières ont succombé ; d'autres, terrifiées par cette triste épidémie , ont fui loin de leur demeure. »

A. Marteville et P. Varin, continuateurs d'Ogée décrivent ainsi Sévignac en 1853 :

« Sévignac : commune formée de l'ancienne paroisse de ce nom ; aujourd'hui succursale. (..) Principaux villages : la Thieulée, Pengave, la Crétel, Ville-Haute, Pingly, Saint-Cado, Vieille-Porte, Kerbras, Beau-Josse, Quihériac, Douélée, Ville-Maze, Haut et Bas-Touvra, Lavillon, la Ramerais, Ville-Péreux, Vallée-Brosse, Carouge, la Fosselière, Saint-Trillac, le Billieu, Pimbroc, Ville-Liard, Badalin, les Aunais. Châteaux  de Brondineuf, de Limoëlan. Superficie totale 4 324 hectares, dont (..) terres labourables 2 718 ha, prés et pâturages 394 ha, bois 81 ha, vergers et jardins 63 ha, landes et incultes  838 ha, étangs 7 ha (..). Moulins : 9 (de Brondineuf, Rocherel, du Plessix, Cachegrain, Neuf, du Bordage, Glavet, de la Hautruite, à eau. La route de Paris à Brest traverse cette commune, depuis le Pont aux Moines jusqu'au pont Gauvin. Géologie : schiste talqueux. On palre le français [en fait le gallo]. »

### LeXXesiècle

#### La Belle Époque

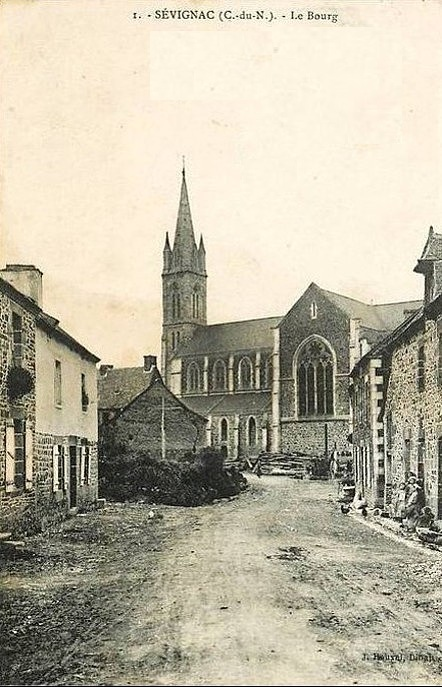
Le bourg de Sévignac au début du XXe siècle (carte postale).
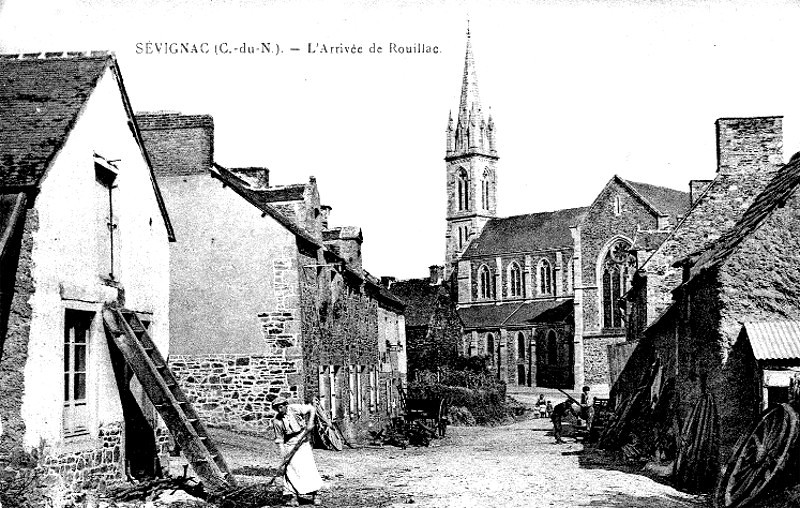
Sévignac ː l'arrivée par le route de Rouillac au début du XXe siècle (carte postale).
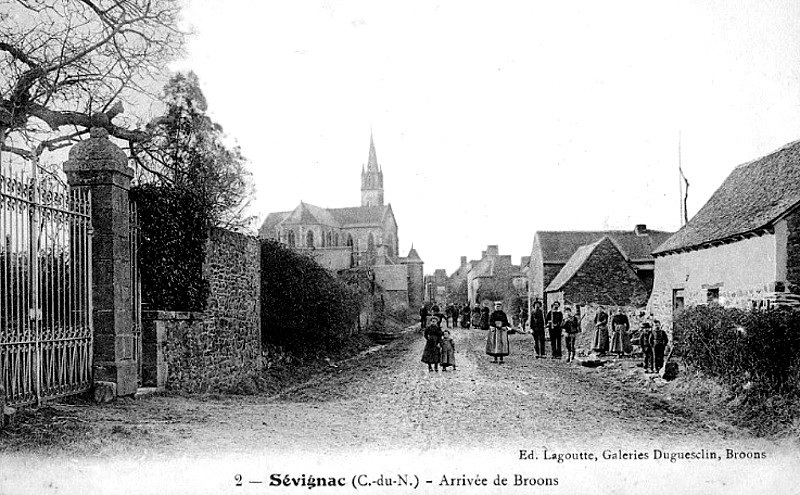
Sévignac ː l'arrivée par la route de Broons au début du XXe siècle (carte postale).
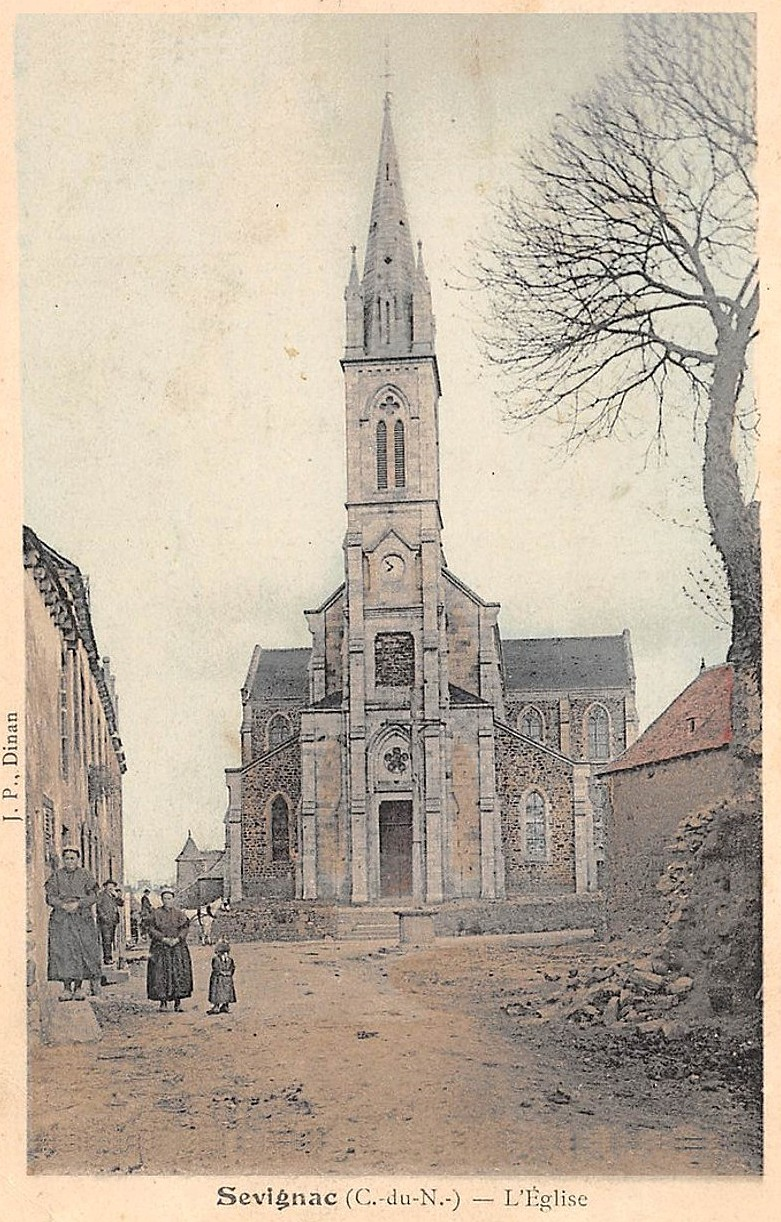
L'église paroissiale Saint-Pierre au début du XXe siècle (carte postale colorisée).
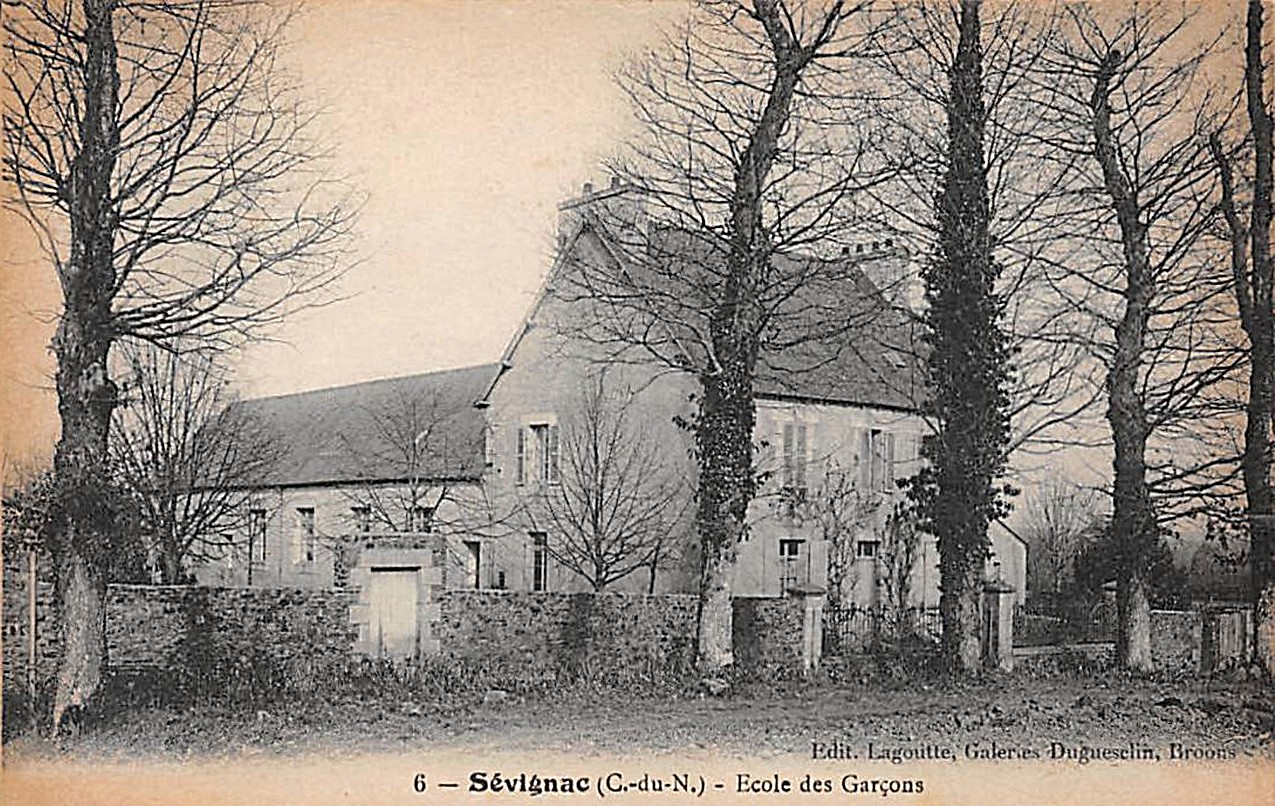
L'école des garçons au début du XXe siècle (carte postale).
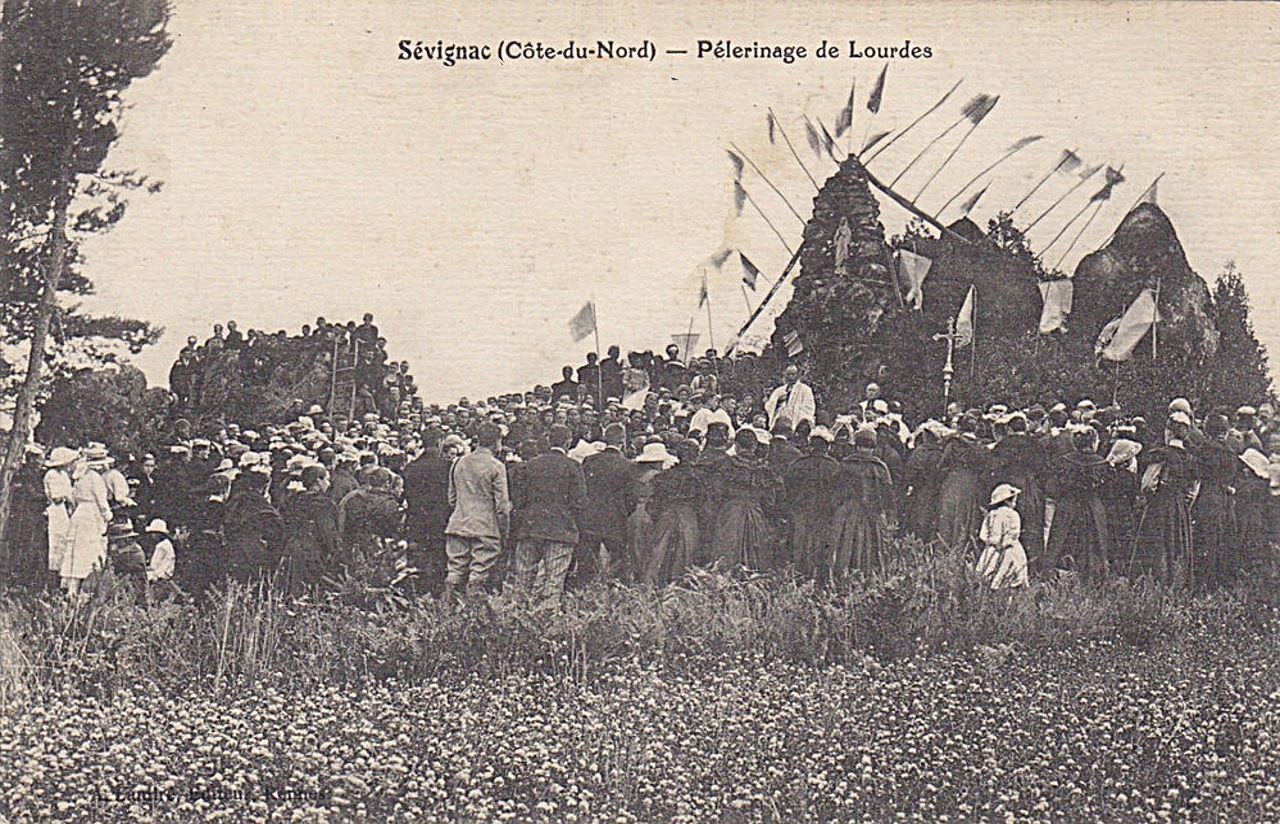
Pèlerinage à la "grotte de Lourdes" locale au début du XXe siècle (carte postale).

#### La Première  Guerre mondiale

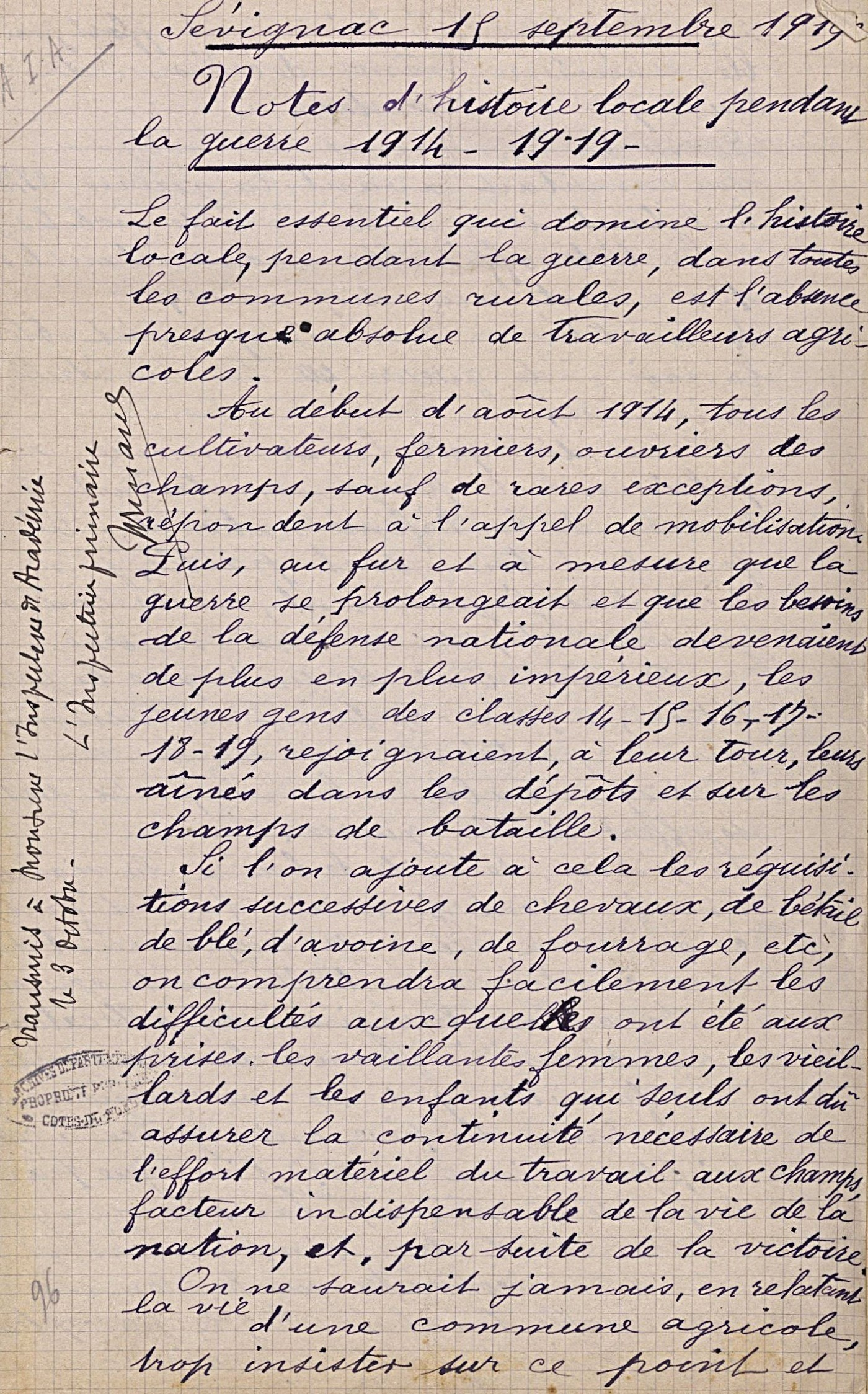
Rapport d'un instituteur de Sévignac sur la vie dans la commune pendant la Première Guerre mondiale (page 1 d'un document contenant en tout 10 pages).

Un instituteur de Sévignac a écrit un rapport sur la vie dans la commune de Sévignac pendant la Première Guerre mondiale qui est disponible aux Archives départementales des Côtes-d'Armor et qui est consultable en ligne.

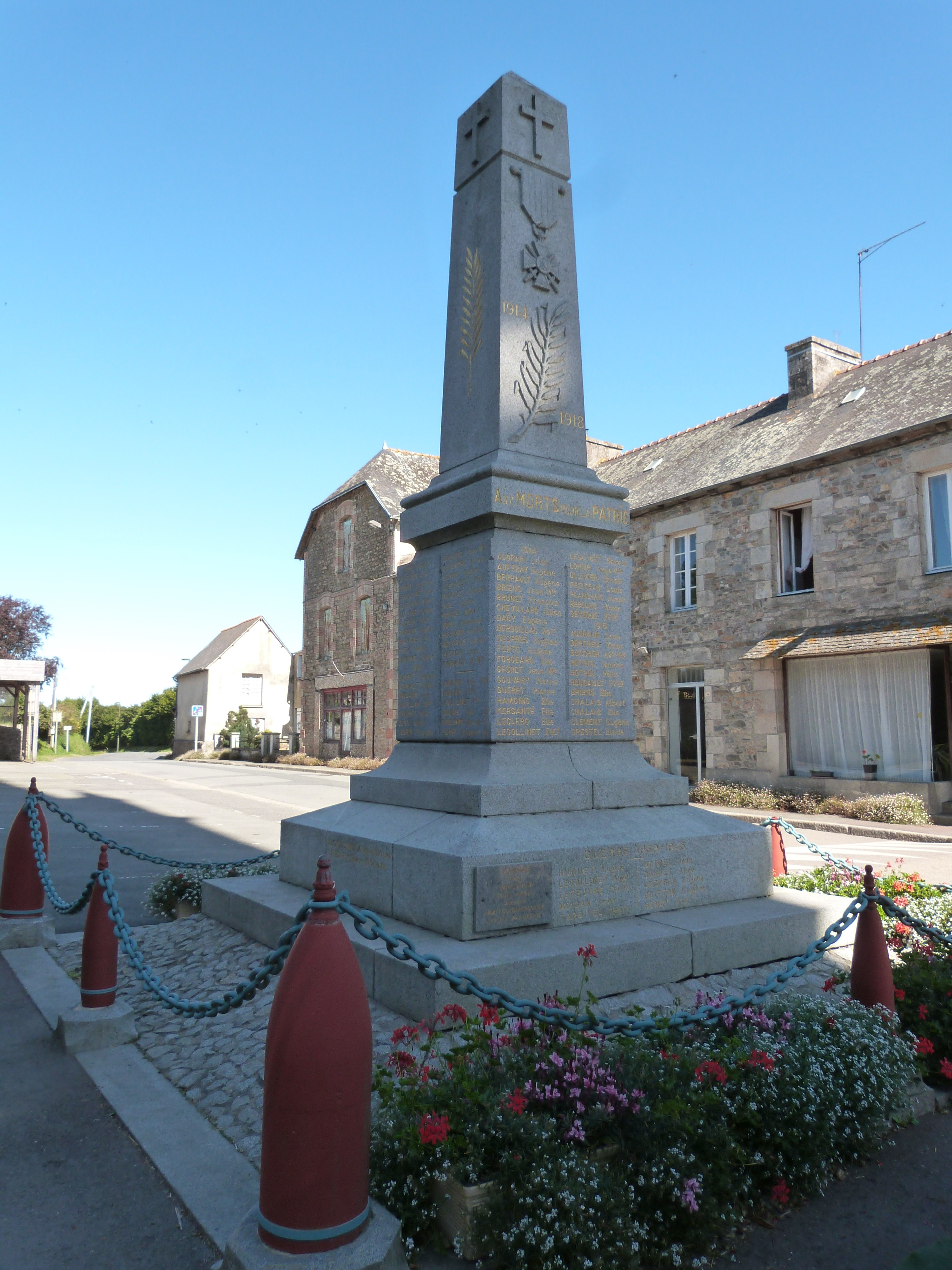
Le monument aux morts de Sévignac.

Le monument aux morts de Sévignac porte les noms des 141 soldats morts pour la Patrie pendant la Première Guerre mondiale ; parmi les 98 pour lesquels le lieu de décès est indiqué, 7 sont morts en Belgique (dont Eugène Ferté, mort dès le 21 août 1914 à Ham-sur-Sambre et Eugène Berhault, Eugène Douais, Étienne Henry et Emmanuel Lescoët, morts tous les quatre le lendemain, respectivement à Bellefontaine, Namur, Charleroi et Falisolle) ; Alexandre Brouazin est mort de maladie en Grèce en 1917 ; les autres sont morts sur le sol français. Quatre soldats sont morts après l'armistice : Élie Audrain et François Audrain en 1919, Élie Douais en 1920 et Marcel Pinchemin en 1921.
Dans l'église paroissiale 4 vitraux commémoratifs portent les noms de 139 soldats originaires de la paroisse morts pour la France pendant la Première Guerre mondiale.

#### L'Entre-deux-guerres

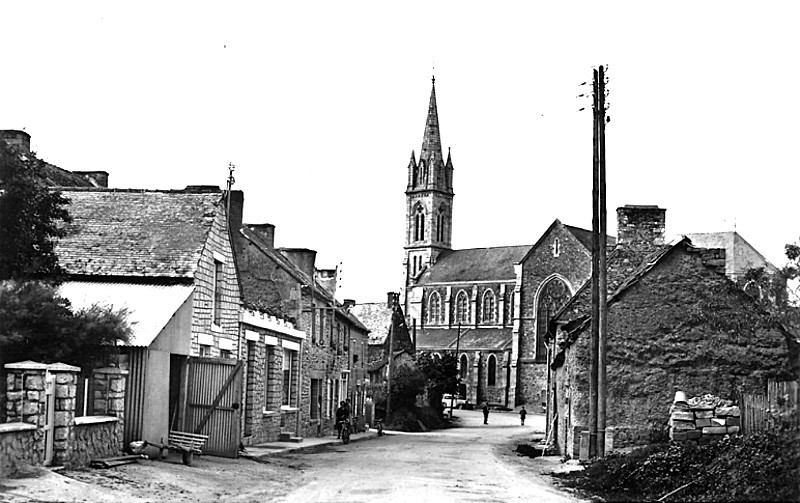
Sévignac ː l'arrivée par le route de Rouillac vers 1930 (carte postale).

#### La Seconde Guerre mondiale
Fin mars 1943, selon le journal L'Humanité, alors clandestin, des jeunes de Sévignac auraient contraint le maire collaborateur des listes de personnes susceptibles d'être déportées.
Le monument aux morts de Sévignac porte les noms de 10 personnes mortes pour la France durant la Seconde Guerre mondiale : parmi elles 7 (Jean Botrel, Eugène Huquet, Eugène Després, Eugène Guitton, Ange Lecollinet, Léon Moisan et Henri Tardivel) sont des soldats morts au printemps 1940 lors de la Bataille de France ; deux (Ange Cohuet et Élie Henry) sont des soldats morts en 1941 alors qu'ils étaient prisonniers de guerre en Autriche (alors allemande) pour le premier cité et en  Allemagne pour le second cité ; Pierre Lefeuvre, requis du STO, qui travaillait dans une usine de ciment en Allemagne fut victime d'un bombardement allié le 31 décembre 1944.
Un aviateur américain, John G. Weller, s'est écrasé avec son avion aux Champs Queneuc le 9 août 1944. Il est inhumé au cimetière américain de Saint-James.

#### L'après Seconde Guerre mondiale
Un soldat (André Lecollinet) originaire de Sévignac est mort durant la Guerre d'Indochine et un (Pierre Henry) pendant la Guerre d'Algérie.

## Politique et administration

### Intercommunalité
Faisant partie de la Communauté de communes du Pays de Du Guesclin jusqu'au 31 décembre 2016, Sévignac est rattaché depuis le 1er janvier 2017 à la Communauté de communes de Lamballe Terre et Mer

## Population et société

### Démographie
L'évolution du nombre d'habitants est connue à travers les recensements de la population effectués dans la commune depuis 1793. Pour les communes de moins de 10 000 habitants, une enquête de recensement portant sur toute la population est réalisée tous les cinq ans, les populations de référence des années intermédiaires étant quant à elles estimées par interpolation ou extrapolation. Pour la commune, le premier recensement exhaustif entrant dans le cadre du nouveau dispositif a été réalisé en 2005.

En 2022, la commune comptait 1 116 habitants, en évolution de +1,64 % par rapport à 2016 (Côtes-d'Armor : +1,78 %, France hors Mayotte : +2,11 %).
| 1793  | 1800  | 1806  | 1821  | 1831  | 1836  | 1841  | 1846  | 1851  |
| ----- | ----- | ----- | ----- | ----- | ----- | ----- | ----- | ----- |
| 2 375 | 2 473 | 2 462 | 2 504 | 2 634 | 2 816 | 2 743 | 2 894 | 2 715 |

| 1856  | 1861  | 1866  | 1872  | 1876  | 1881  | 1886  | 1891  | 1896  |
| ----- | ----- | ----- | ----- | ----- | ----- | ----- | ----- | ----- |
| 2 597 | 2 580 | 2 805 | 2 948 | 3 067 | 3 129 | 3 014 | 2 859 | 2 838 |

| 1901  | 1906  | 1911  | 1921  | 1926  | 1931  | 1936  | 1946  | 1954  |
| ----- | ----- | ----- | ----- | ----- | ----- | ----- | ----- | ----- |
| 2 847 | 2 889 | 2 777 | 2 425 | 2 323 | 2 198 | 2 173 | 2 012 | 1 806 |

| 1962  | 1968  | 1975  | 1982  | 1990  | 1999  | 2005  | 2006  | 2010  |
| ----- | ----- | ----- | ----- | ----- | ----- | ----- | ----- | ----- |
| 1 732 | 1 507 | 1 307 | 1 177 | 1 075 | 1 042 | 1 106 | 1 115 | 1 114 |

| 2015  | 2020  | 2022  | - | - | - | - | - | - |
| ----- | ----- | ----- | - | - | - | - | - | - |
| 1 099 | 1 116 | 1 116 | - | - | - | - | - | - |

## Culture locale et patrimoine

### Lieux et monuments
- Le château disparu de la Rivière Moussaye était aménagé en un lieu cerné de douves, proche du hameau de Saint-Trillac, un temps abandonné avant les Guerres de la Ligue au profit de la Moussaye en Plénée-Jugon, l'endroit était habité par le dernier possesseur connu sous l'Ancien régime, à savoir le sieur Jacques Joseph  de La Motte, décédé à Broons, à l’âge de 59 ans en 1789. La plupart des maisons anciennes de ce village furent construites semble-t-il avec les restes de cette défense disparue. Un buste féminin datant de l'époque de la Renaissance a été retrouvé dans le jardin d'une ancienne ferme ; ici et là le visiteur peut observer une porte plein-cintre, une cheminée en provenance du Pays des Faluns, un cadran solaire et autres éléments intéressants. L'ancien cimetière fut reconverti en jardin, quant au vivier mentionné sur le cadastre napoléonien, il n'est plus aujourd'hui qu'un vague souvenir. Le lieu fut possédé par les familles de la Moussaye, Gouyon de la Moussaye, Franquetot du Coigny et de la Motte.
- Les châteaux de Limoëlan. Le plus ancien château, est constitué d'une maison forte à laquelle un pont-levis donnait accès, l'ensemble est entouré de douves et date en partie des XVe et XVIIe siècles il est désigné la Basse-Cour de Limoëlan ; la Malouinière qui lui fait face date de 1779, elle a été construite avec du matériau provenant de l'ancien château. Aménagée sur le site de Limoëlan, l'ancienne seigneurie dite de Beaumanoir-Limoëlan fut  possédée dès la fin du XIIIe siècle par la famille de Rousselot de Limoëlan. Cette famille Rouxelot disposait pour armoiries "d'argent à trois haches de sable", qui sont devenues les armoiries de Sévignac. Cette famille comprenait au sein de ses membres : Eon Rouxelot, vivant vers 1270 ; Guillaume Rouxelot qui fut l'un des exécuteurs testamentaires de Roland III de Dinan en 1304 ; Raoul Rouxelot qui devint évêque de Saint-Malo en 1310 ; Jehan Rouxelot qui prit part au Combat des Trente lors de la Guerre de Succession de Bretagne et se distingua lors du Combat des Trente l'an 1351. La seigneurie de Beaumanoir-Limoëlan passa ensuite par alliance aux familles de Dinan, de Kersaliou, de la Chapelle des Beuves, du Guémadeuc, de Beaumanoir, d'Espinay, de Lorraine, Picot de Limoëlan.

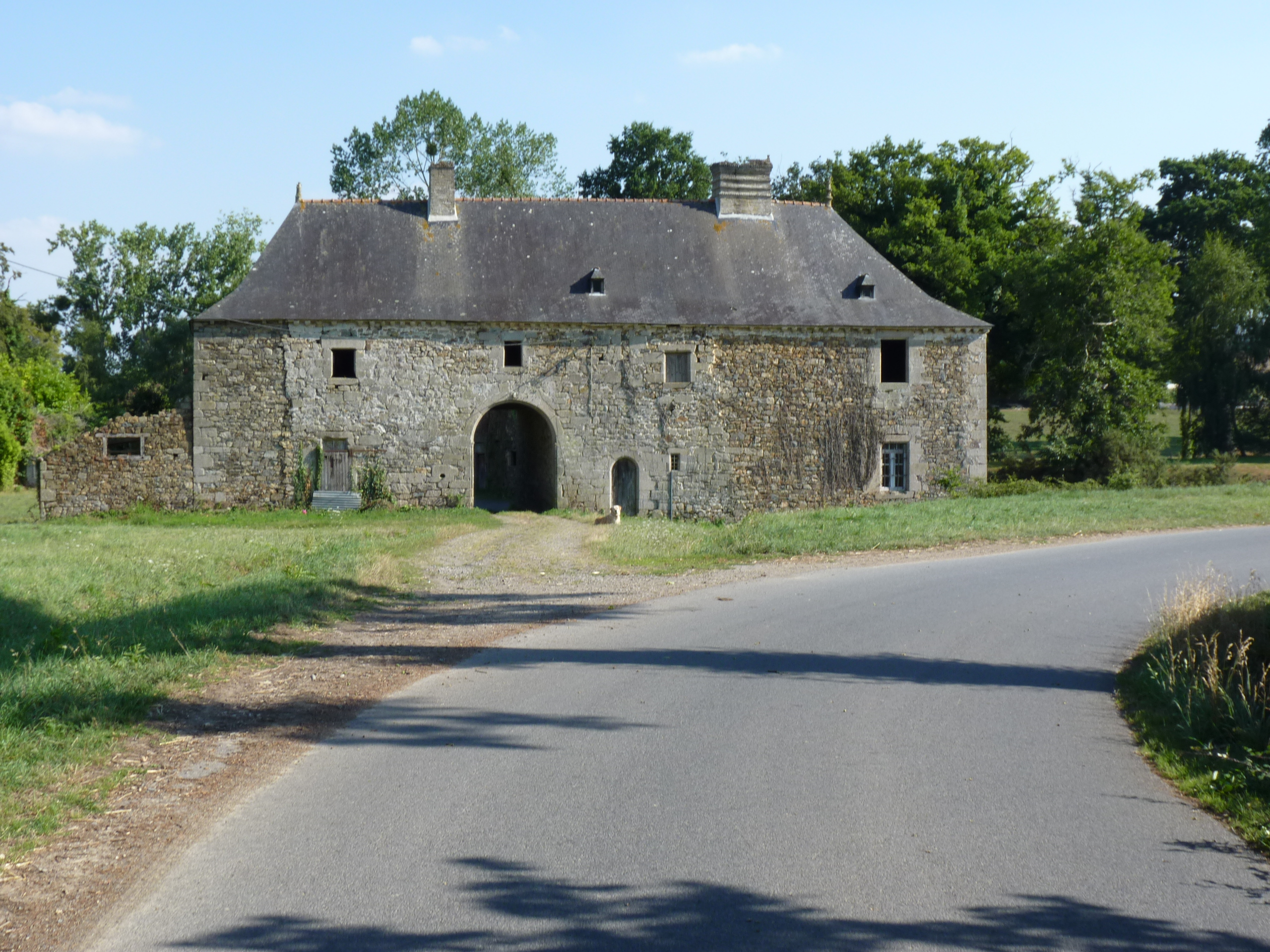
L'ancien château de Limoëlan.
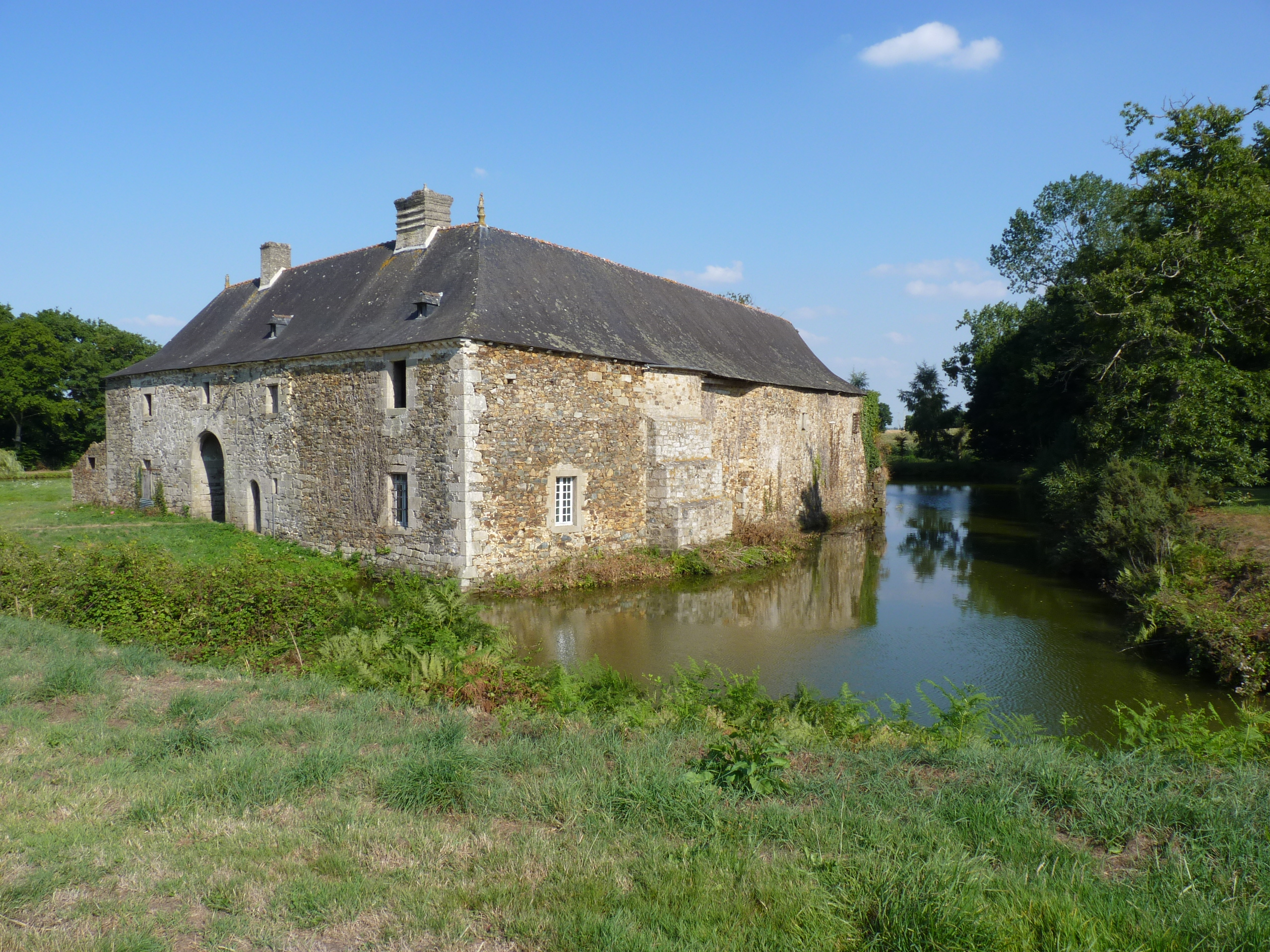
L'ancien château de Limoëlan et ses douves.
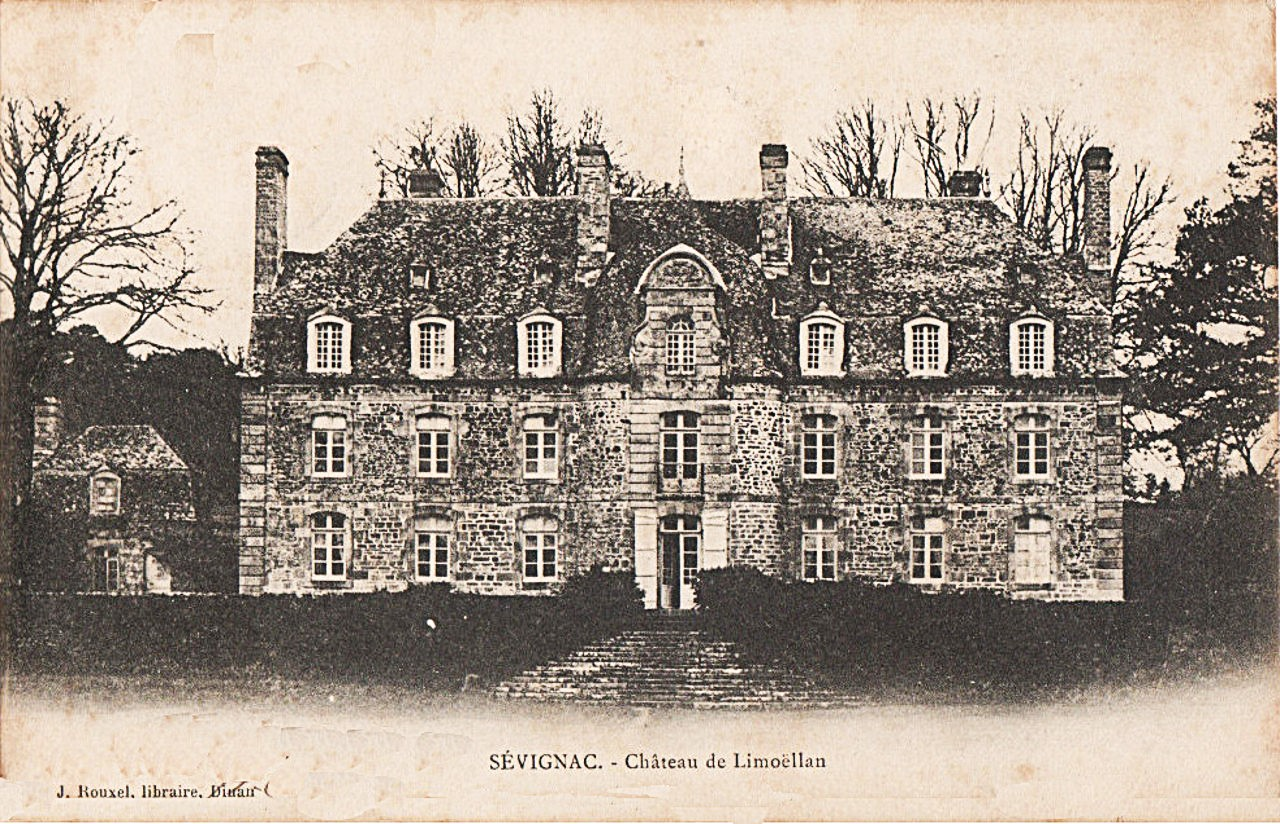
Le nouveau château de Limoëlan au début du XXe siècle (carte postale).
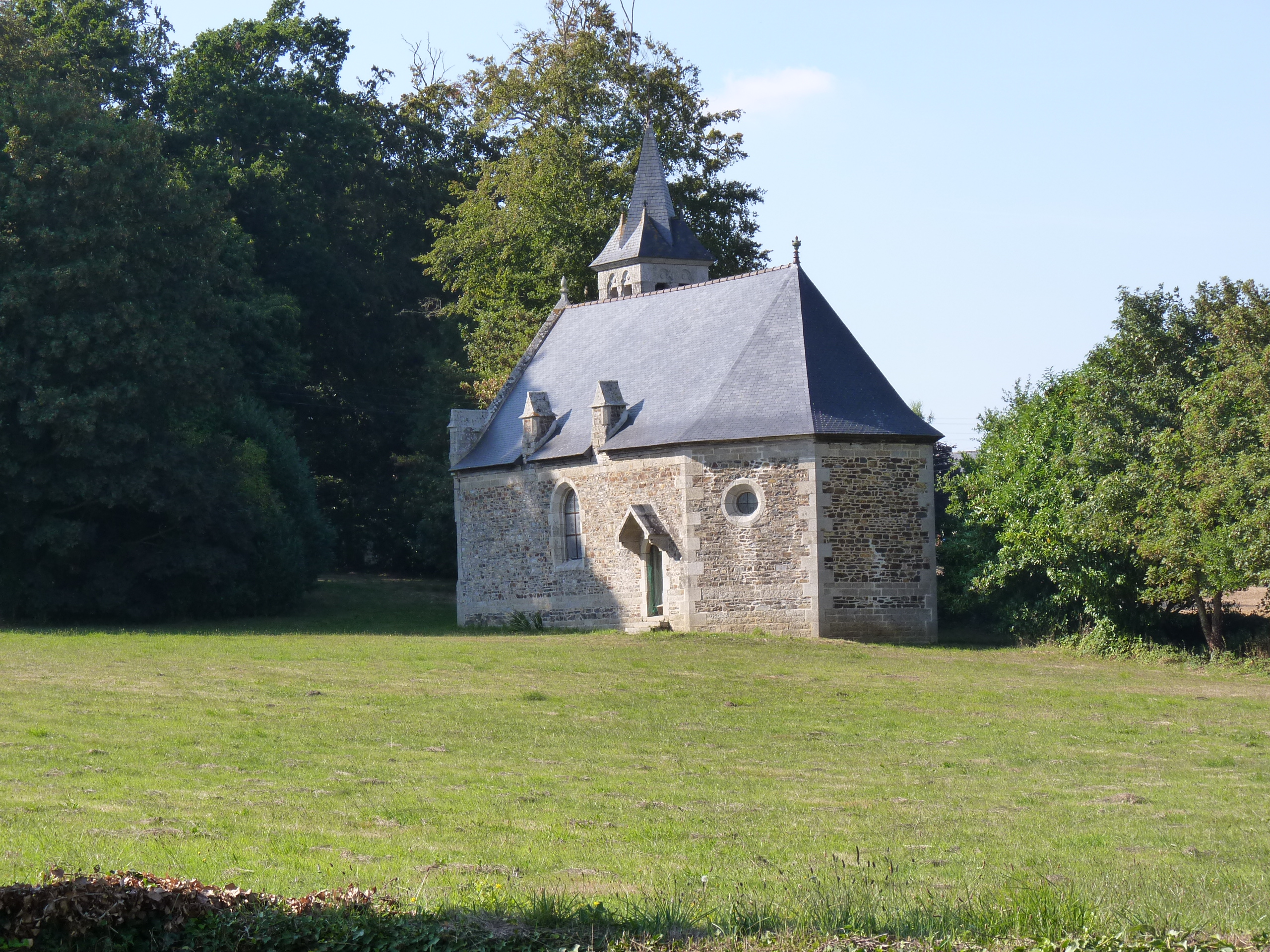
La chapelle du château.

- Le château de la Ville-es-Blancs se dresse au milieu d'un tapis verdoyant, l'ensemble des bâtiments date en partie des XVIe, XVIIe et XVIIIe siècles, la chapelle domestique du lieu, remarquablement restaurée remonte au XVe siècle. L'endroit protégé de douves fut possédé dès la fin du XIVe siècle par la famille Ferré de la Ville-es-Blancs dont plusieurs membres occupèrent des charges diverses sous les ducs de Bretagne : Jacques Ferré, exerçait la charge d'auditeur des Comptes de Bretagne, il fut également secrétaire du duc et conseiller maître en la Chambre des Comptes en 1420 ; Pierre Ferré, Chevalier, Seigneur de la Ville-es-Blancs vivait en 1450, il avait été nommé Sénéchal de Rennes en 1466, puis Ambassadeur du duc de Bretagne François II, auprès de la Cour de Londres. Cette famille Ferré disposait également de la terre de la Garaye en Taden.

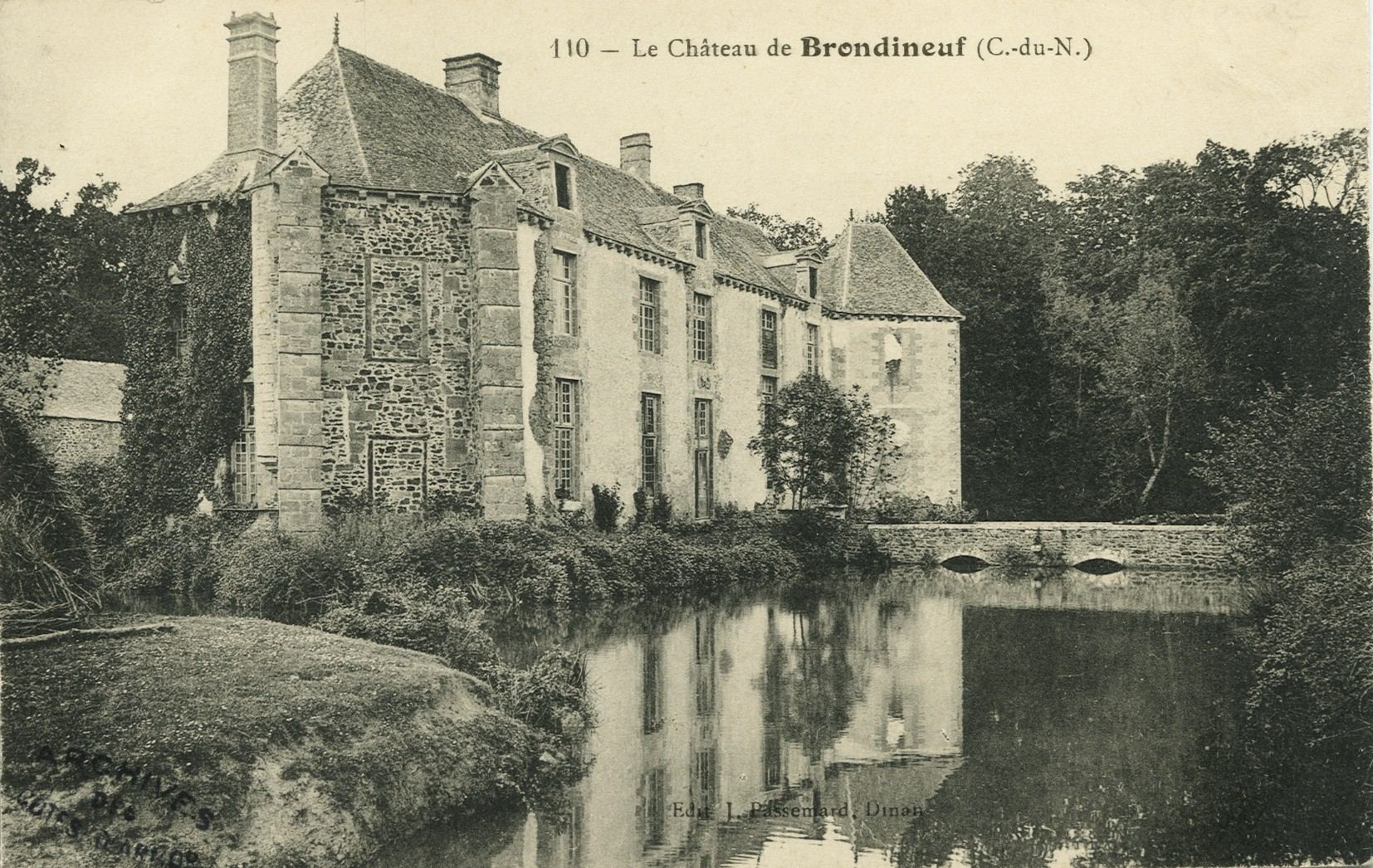
Le château de Brondineuf au début du XXe siècle (carte postale).

- Le château disparu  de Brondineuf fut possédé dès le milieu du XIIe siècle par la famille de Bron. Le domaine seigneurial passa par alliance aux familles de Carmené, de Derval et de Saint-Pern. Si le corps de logis daté du XVIIe siècle a disparu au début du XXe siècle, subsistent des communs datant des XVe XVIe et XVIIe ainsi que la chapelle domestique dédiée à saint Gilles datée de 1641. Cette chapelle a fait l'objet d'une intéressante restauration voici quelques décennies. Dans le parc voisin subsiste un tulipier de Virginie rapporté d'Amérique par le tout puissant possesseur du lieu : Bonaventure de Saint-Pern. Ce dernier fut présent en 1758 lors de la bataille de Saint-Cast, puis en 1776 lors de la guerre d'Indépendance des États-Unis d'Amérique. Au cours des premiers mois de l'année 1870, sur les terres du domaines de Brondineuf furent découverts des fragments d'épées, deux poignards, quatre pointes de lances, deux fragments de haches à talon et des fragments de lame non identifiés.
- Le manoir disparu du Plessix-Gautron, situé dans le voisinage de Guitternel, l'endroit en ruines est connu dès le XIIIe siècle à travers les chartes de Boquen. Les familles Batailles, Gauteron, de Tréal, de Nevet, Locmaria du Parc, du Rocher de Saint-Riveul disposèrent du lieu. Le manoir disposait jusqu'au début des années soixante d'une remarquable porte ogivale datant du XVe siècle et d'une souche de cheminée de même époque.
- Le château de la Béchardière, est en réalité un ancien relais de chasse converti à la fin du XIXe siècle en hôtel particulier  désigné château. L'endroit fut successivement possession des familles de Chappedelaine et de Launay.

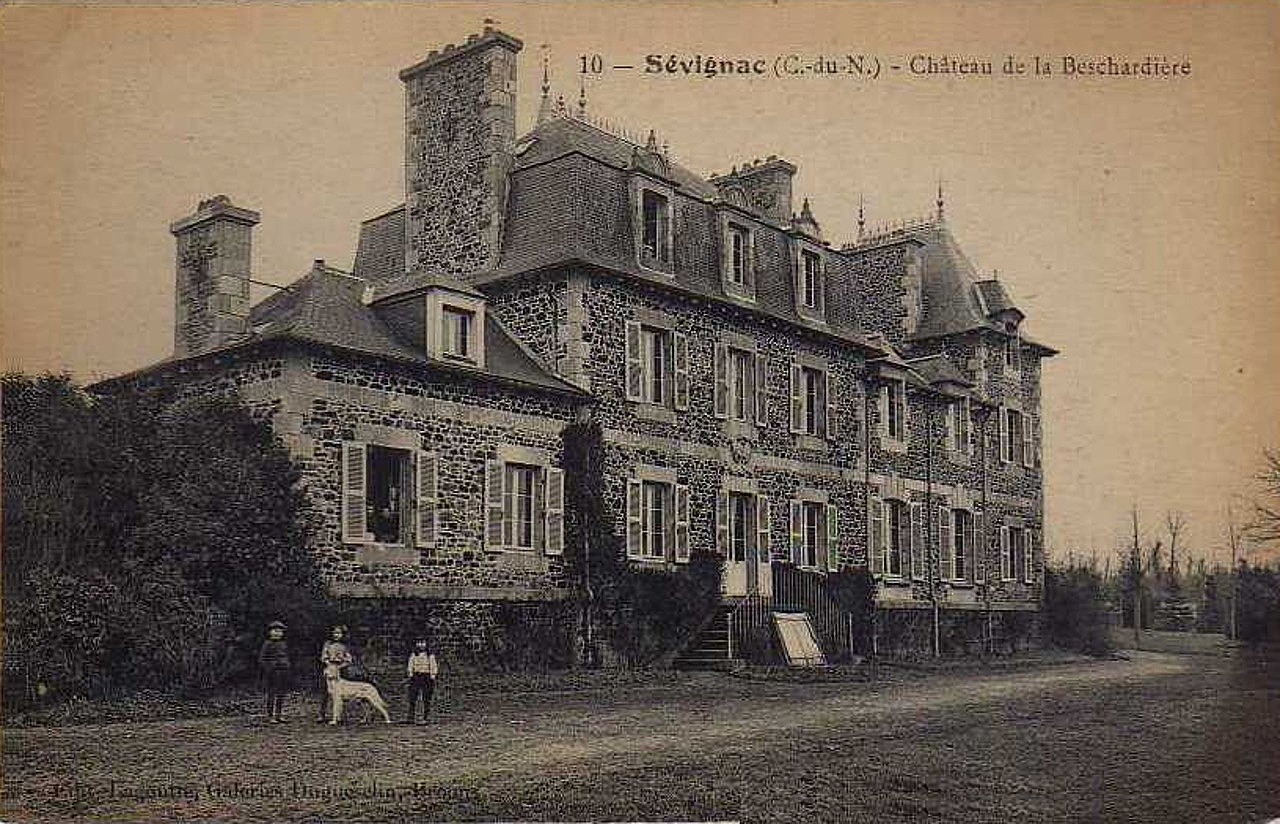
Le château de la Beschardière [Béchardière] au début du XXe siècle (carte postale).

- Heurteloup qui conserve la chambre qui vit naître Augustin Le Mintier.
- Saint-André, la terre de Saint-André passa par alliance aux Le Mintier par le mariage en 1460 de Pierre le Mintier avec Jeanne de La Motte. Cette famille de la Motte, regardée comme étant issue de la famille de Bron, posséda vers le milieu du XIVe siècle la terre de la Ville-es-Blancs.
- Le Bois de la Touche, l'endroit conserve un fronton triangulaire dont le tympan porte les armoiries de la maison Le Mintier, à savoir .« De gueules à la croix  engreslée d’argent ». Heurteloup, Saint-André et le Bois de la Touche furent propriétés au cours des XVIIe et XVIIIe siècles de la famille Le Mintier
- Badouard, est situé face à la mairie au bourg de Sévignac, le soubassement d'une tour dominant jadis l'endroit ainsi que des éléments défensifs de type « bouche à feu » sont autant d'indices sur le riche passé du lieu. Badouard  doit son nom à une famille issue de la petite noblesse, mentionnée au cours du XVe siècle dans les réformation de la paroisse. En façade on observe un des rares éléments rappelant une certaine richesse architecturale : une porte surmontée d'un élégant fronton triangulaire; près du jardin se trouve un puits intéressant. L'endroit fut possédé par les familles Chevré, Bodin de Beaurepaire, de Carné et d'Avoust.
- Le manoir des  Granges était situé à proximité du chemin antique connu sous le nom de Sente Pavée. Les ruines de l'ancien manoir des Granges sont impressionnantes, l'endroit fut aménagé vers la fin du XVIe siècle comme on peut le constater avec ces ouvertures chanfreinées. Ce  manoir à cour close, était possession de la famille de la Villausant, regardée comme issue de cadets  de la famille Ferré de la Ville-ès-Blancs. Dans le voisinage immédiat du lieu un appareillage identique à celui des Granges laisse supposer des éléments provenant du lieu ; sans doute que ce manoir fut construit à partir des restes d'une grange dont disposait l'abbaye de Boquen.
- Au lieudit Le Manoir à la sortie du bourg se dresse une partie de l'ancien manoir aménagé à la fin du XVIe siècle, le lieu fut successivement possédé par les maisons du Margaro, les Ferré de la Ville-es-Blancs, et les Goudelin.
- A Milia une maison présente une élégante souche de cheminée rappelant son passé, les familles Bardoul et Le  Borgne disposèrent du lieu du quinzième au dix-septième siècle, à Quenna, propriété de la famille Ferron de la Sigonnière, une maison conserve au-dessus de sa porte un buste féminin du XVIe siècle. On observe aussi des bâtisses anciennes dans les villages de la Ville-Marie, Kerbras, Pengly, Pengave, l'Aulnes, la Touche Joubin, La Basse Crételle, Trouvra, le Grognet, la Fosselière, le Beaujosse, la Ville Peureux, la Douve, et aussi rue du Fournil ainsi que sur les arrières de la rue du Manoir aux abords de Badouard.
- Gentilhommière des Aulnais, construite sous Louis-Philippe, possession de la famille Frélaut Ducours.
- Ancien presbytère, construit également sous Louis Philippe, l'accès est orné d'un remarquable escalier en colimaçon, le parc abrite une cuve baptismale à pans coupés datant du XVIe siècle. Sur un cartouche se lit le nom du desservant alors en poste M. Robert et celui du maire de Sévignac M. Olivier Méheust : « Rebati en 1836 par Me Robert Recteur et Mr Meheust Maire »
- Les premières mentions d'un presbytère au bourg de Sévignac sont connues, dès la fin du XIIIe siècle, les chartes de Boquen parlent du fief dont disposait  Roland de Dinan, entre l'église et le presbytère.
- Église Saint-Pierre, un édifice néo-gothique en forme de croix latine domine le bourg de Sévignac. La première pierre fut bénie le 19 avril 1874. Quelques-uns des vitraux de l'édifice actuel rendent hommage aux Poilus tombés durant la Première Guerre mondiale. Sur le parvis, une petite croix bicéphale datée par Jean Gourbil du XVIe siècle; présente sur une de ses faces un Christ en croix, et sur l'autre un pèlerin. Cette croix provient des environs de la Métairie des Aulnais et de la Bouillère. Un calvaire du XVe siècle, qui se tenait jadis devant l'ancienne église a été depuis transféré au cimetière Sainte-Catherine. Ce cimetière aménagé en 1868 conserve souvenir de la chapelle Sainte-Catherine et de l'hôpital dédié à saint Armel ; cette léproserie desservie par les moines de Boquen avait été fondée le 20 septembre 1416 par Guillaume du Margaro seigneur du Margaro à Rouillac et sa femme Plossette de Bréhant. En 1667 il est encore mention de cette léproserie.

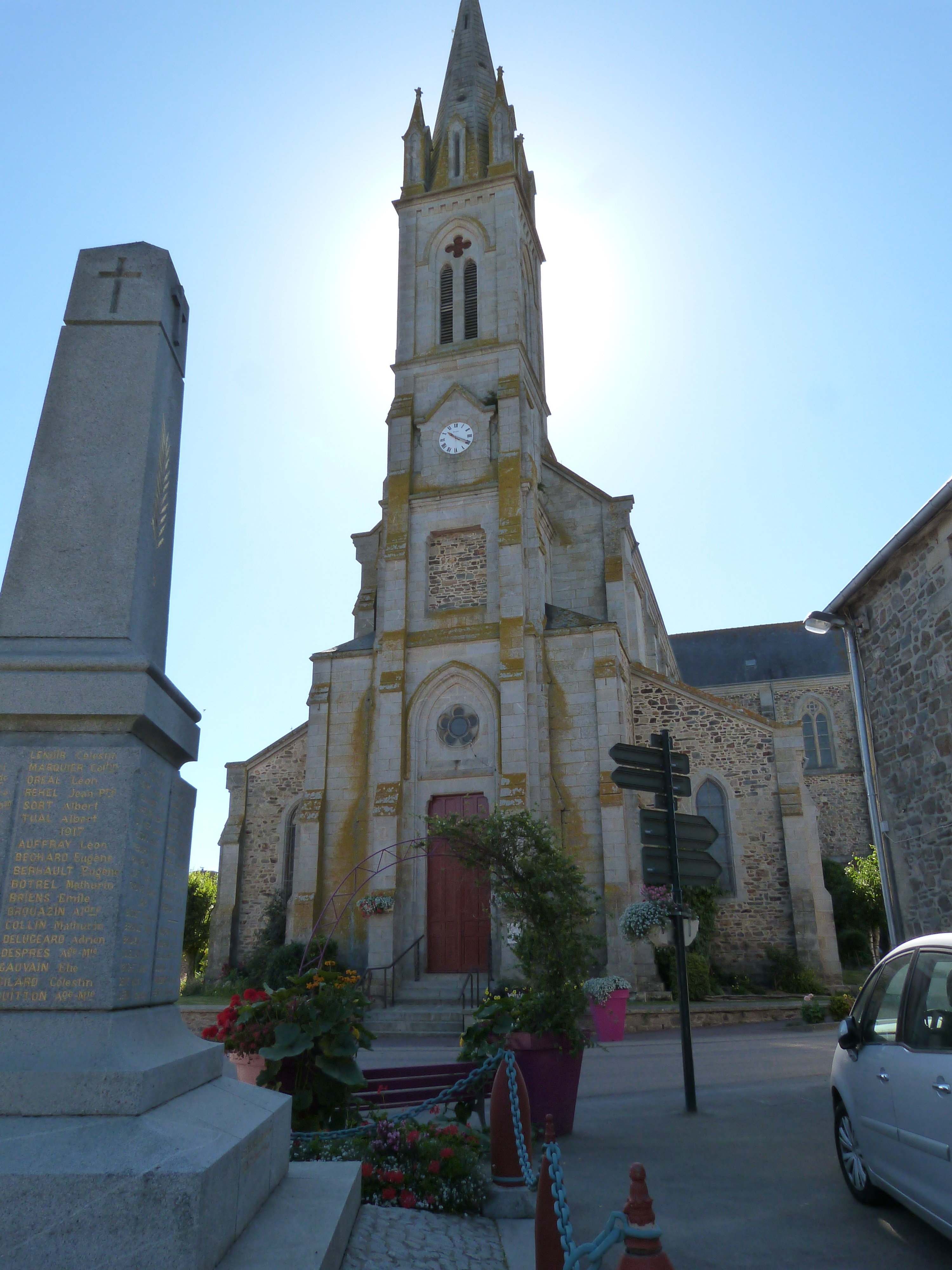
La façade de l'église Saint-Pierre.
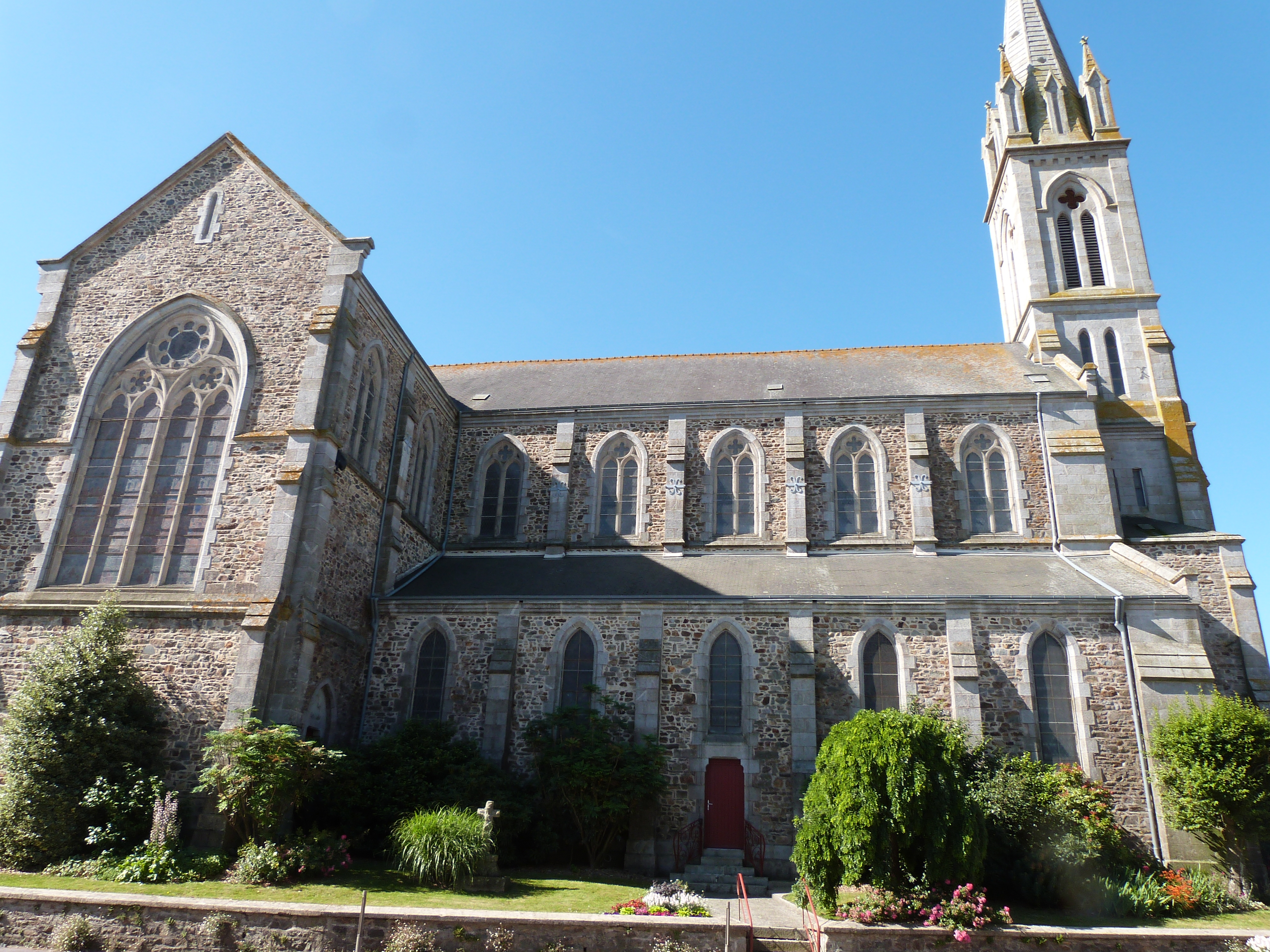
Flanc sud de l'église.
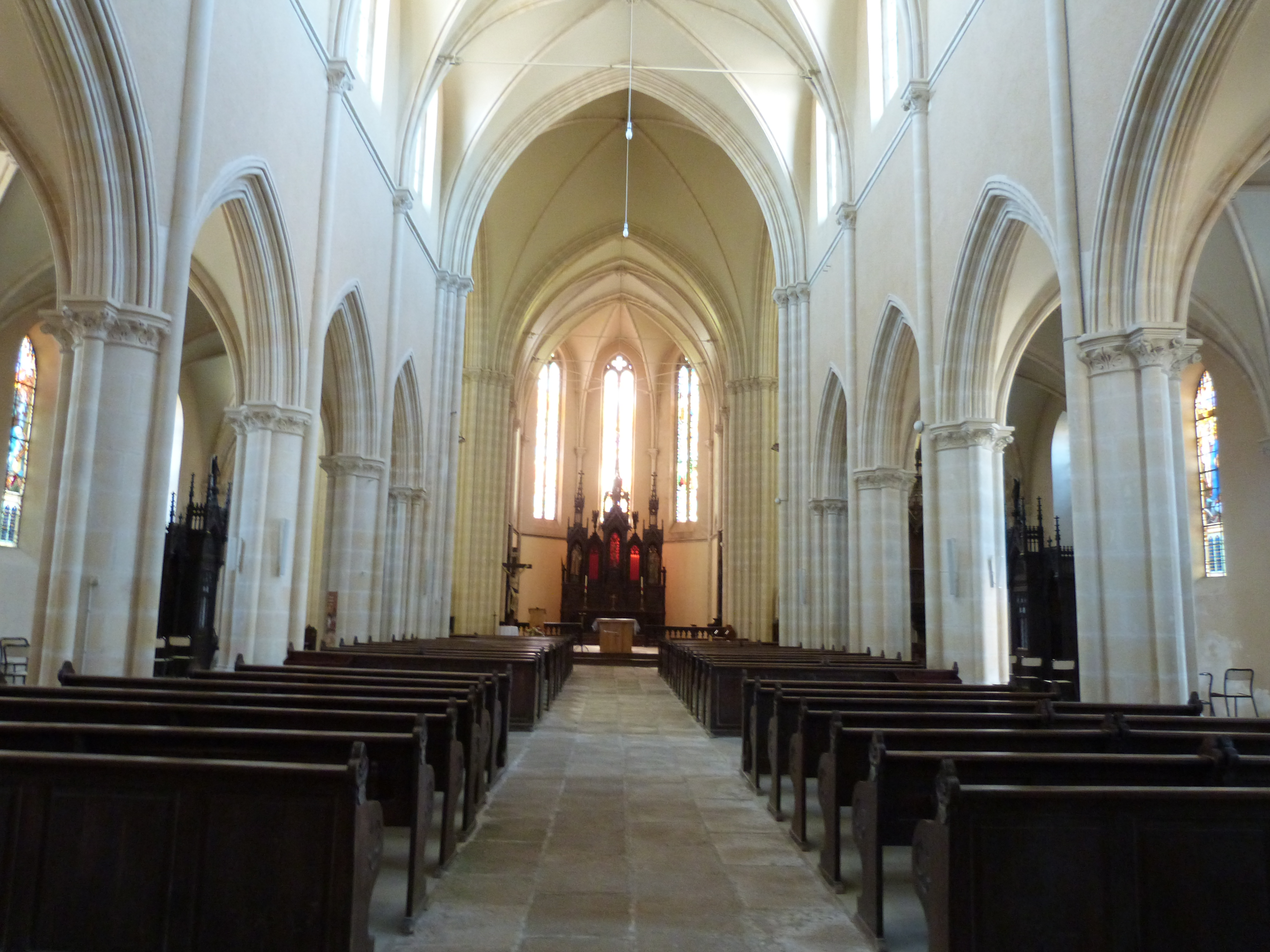
Vue intérieure d'ensemble.
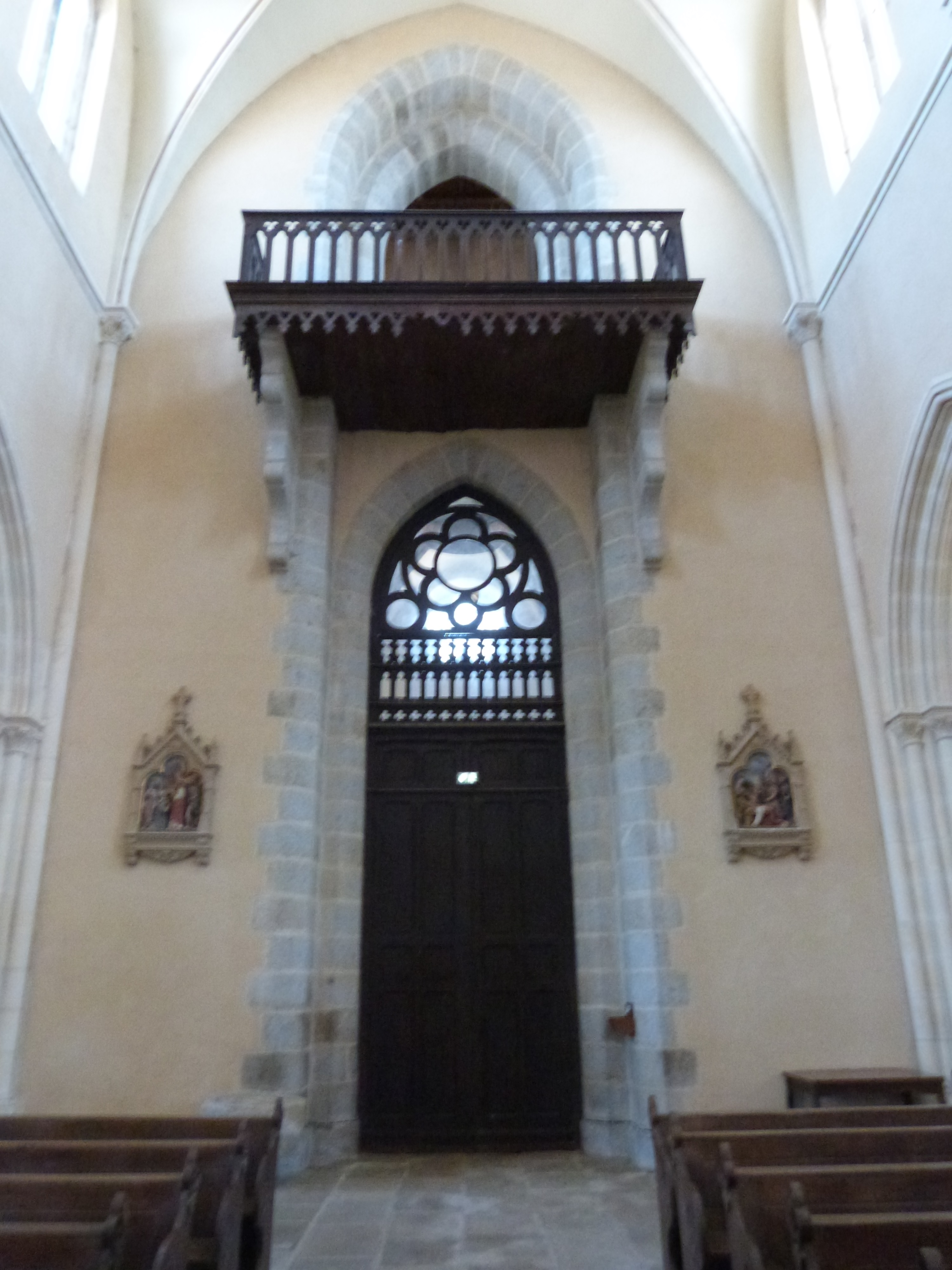
Tribune.
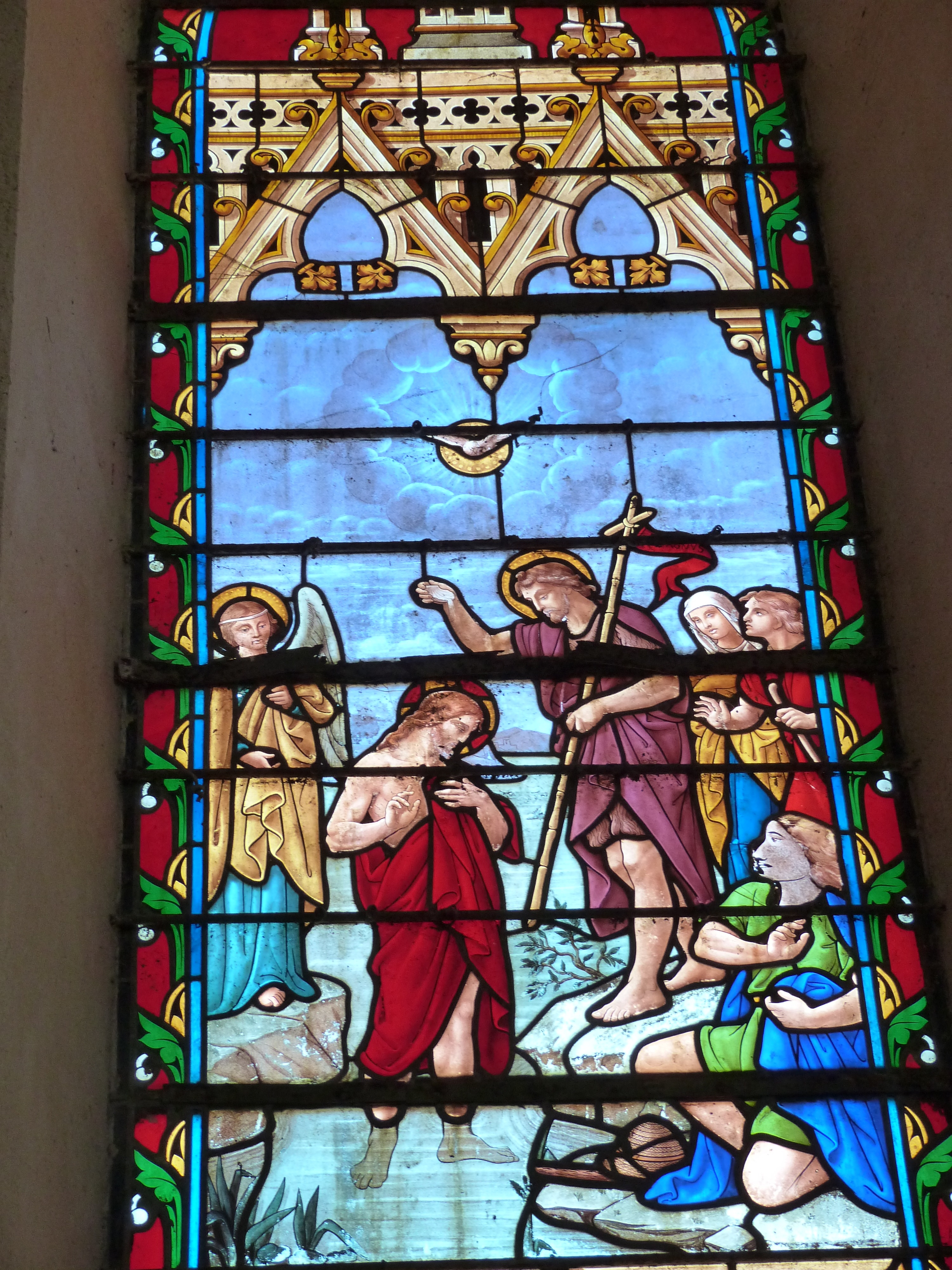
Vitrail du baptême de Jésus dans le Jourdain par saint Jean-Baptiste.
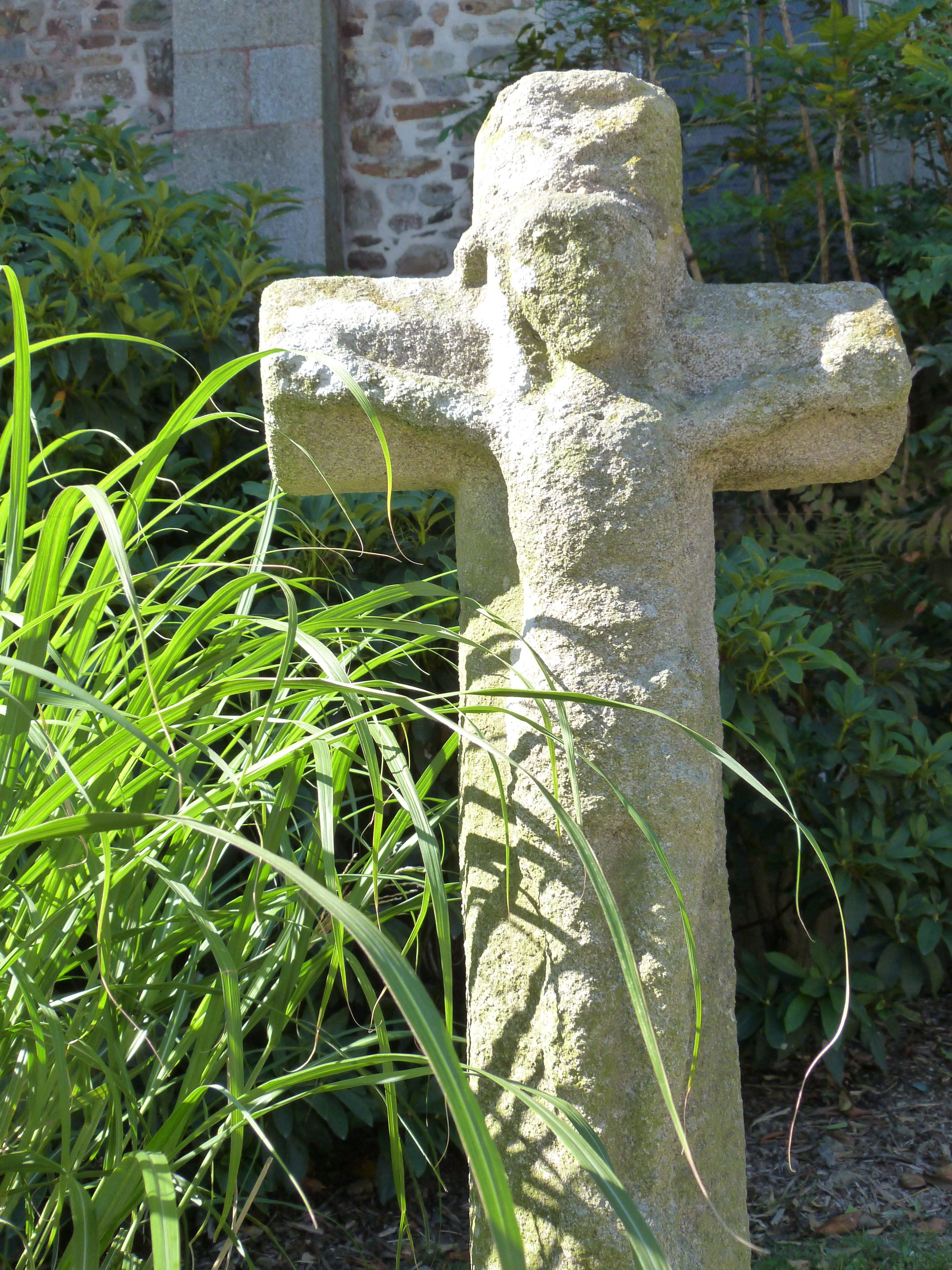
Croix du placître de l'église.

- Le cimetière Sainte-Catherine abrite en sa partie centrale un carré dans lequel on peut distinguer quelques tombes remarquables, il s'agit de celles des possesseurs de Limoëlan, la Ville-es-Blancs et la Béchardière,. Une tombe ancienne porte la date de 1840, elle fut transférée ici lors de la suppression de l'ancien cimetière saint-Eloy en 1868. Il s'agit de la tombe de Jean-Baptiste de Chappedelaine qui fut promu maire sous la Restauration ainsi que celle de son épouse Marie-Thérèse Picot de Limoëlan, sœur du chef chouan Joseph Picot de Limoëlan, auteur de l'attentat  de la Machine Infernale. Ailleurs se trouvent les tombes de familles aisées : Lecorgne, Mallet, Oeillet-Duval, Frélaut-Ducours.
- La mairie de Sévignac, de style moderne fut inaugurée en janvier 2004 ; au fond de la cour se dresse un bâtiment restauré avec gout, qui hébergea  à partir de 1910 l'ancienne école saint-Yves destinée à l'instruction des jeunes filles.

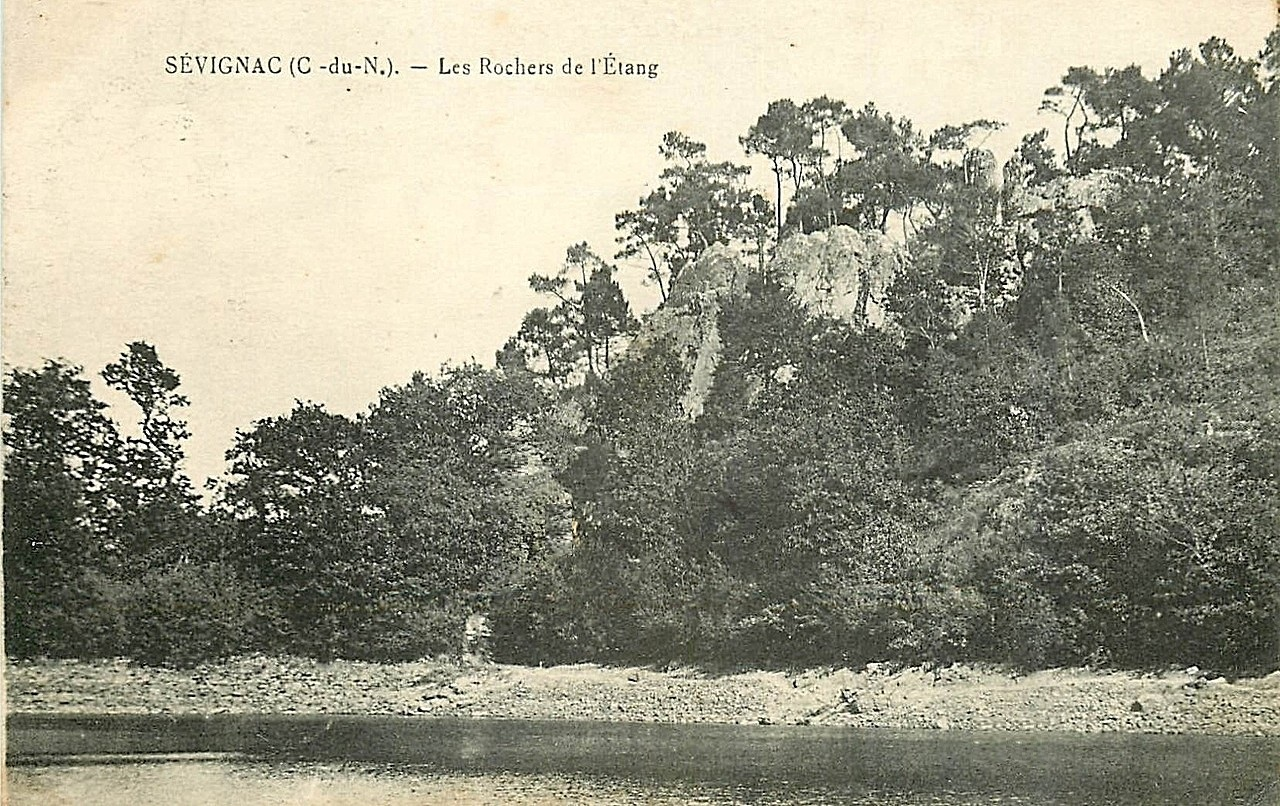
Les rochers de l'étang de Rochereuil au début du XXe siècle (carte postale).

- Site de Rochereuil, est un lieu réputé pour ses affleurements rocheux, son étang et son moulin, mais aussi pour la kermesse qui s'y déroule chaque 15 août. Sur les arrières, on devine l'étang de Rochereuil  et le bois des Touchelles.
- Le moulin de Rochereuil, d'une superficie de 2,8 hectares, cet étang se situe en la partie Sud de Sévignac, il est  bordé du bois des Touchelles, qui sert de limite naturelle avec la localité voisine de Rouillac. L'endroit est alimenté par la Rosaie, laquelle rivière prend  sa source au ruisseau du Glais en un lieu situé en dessous de Frilouze, puis cette rivière emprunte le nom de ruisseau de la Mare aux Pas. La Rosair est ensuite enjambée par le Pont-Fouchet, puis par le pont des Maffrais et celui du Gué de Rouillac, enfin elle passe sous le Pont-Rouxel  avant de se jeter dans  cet étang de Rochereuil. En contrebas de la digue; une cascade alimente l'ancien moulin de Rochereuil reconverti en gîte, puis la rivière sillonne le charmant sous-bois, fournissant au second moulin de la Ville-Es-Brets, le nécessaire en eau qui servait jadis à l'entretien du second bief.

- Jardin Botanique de la Ville-es-Brets, l'endroit planté de diverses essences, abrite des bassins, et communique avec le sous-bois qui conduit au village de Rochereuil.
- Les rabines de la Ville-es-Blancs, le chêne  séculaire et le pin d'Autriche de Limoëlan.
- Le vivier de la Gresse. Situé à un quart de lieue à l’ouest de Limoëlan, une vieille gentilhommière enfouie dans les terres et sans grand caractère, la Grèsse, une simple ferme, l'endroit ainsi décrit au XVIIe siècle hébergeait le fermier général de Beaumanoir-Limoëlan ; le sieur Tirel de la Martinière. Le vivier de la Gresse proposait aux habitants, sous l'Ancien Régime, la possibilité de se ravitailler en poisson, les jours de jeûne étant nombreux. Ce vivier toujours alimenté est témoin de ce temps lointain. D'autres viviers étaient visibles à Saint-Trillac, proche le site de la Rivière Moussaye, à la Métairie des Aulnais et aussi à Brondineuf.
- Les lavoirs de Milla, de Cachegrain et du Gaynid
- Le four de la Ville-Maze à l'ombre d'un if séculaire.
- Une trentaine de croix et de calvaires se dressent ici et là à travers la campagne, des Alleux, de la Ville-Peureux, des Champs Queneux, de la Douve, de la Brousserais et de Kerbras.
- Les chapelles , jadis on voyait les chapelles de Saint-André XVIIe ; Quenna XVIIe ; Quihériac XVe avec son cimetière protestant hélas détruit lors du remembrement entrepris vers le milieu des années 1970 ; Saint-Sébastien de Rouillac  XIIe-XIXe ; Sainte-Catherine XV ;  Plessix-Gautron ; Saint-Trillac Toutes ces chapelles sont à présent disparues. Subsistent aujourd'hui celles de Limoëllan, dédiée à sainte Barbe elle date de la fin du XIXe siècle ; Saint-Cado XVe – XVIe siècle et XVIIe siècle ; Saint-Gilles de Brondineuf XVIIe et la Ville-es-Blancs XVe.

À la veille de la Révolution, plus de 10 prêtres assurent l’encadrement religieux. Sous le Premier empire, Sévignac comptait 3 000 habitants, dont la majorité d’agriculteurs.
Biographies :
- Mémoires de Charles Gouyon, baron de la Moussaye  (1553-1587), publiés, d'après le manuscrit original, par G. Vallée et P. Parfouru
- Le Poudouvre et le canton de Dinan-Est : Henri Frotier de La Messelière
- Vieilles Croix du Pays de Dinan : Jean Gourbil
- Châteaux, manoirs et paysages ou Quinze promenades autour de Dinan : Mathurin Monier
- Société d'Émulation des Côtes du Nord 1939, répertoire des églises et chapelles : René Couffon
- Sanctuaires Croix et fontaines Nouvelles promenades autour de Dinan: Mathurin Monier
- Mémoires de la Société archéologique et historique des Côtes du Nord : Joachim Gaultier du Mottay
- Livre de comptes de 1756 de la seigneurie du Plessix-Gautron
- Bulletins et mémoires, Société d'émulation des Côtes-du-Nord, Saint-Brieuc· 1881

## Personnalités liées à la commune
- Mgr Le Mintier, né le 28 décembre 1729 au château de Limoëlan en Sévignac, dernier évêque de Tréguier, décédé le 21 janvier 1801 à Londres (Royaume-Uni).
- Guillaume Julien Pierre Goudelin, homme politique né le 25 janvier 1765 à Sévignac (Côtes-d'Armor) et décédé le 24 décembre 1826 à Dinan (Côtes-du-Nord).
- Joseph Picot de Limoëlan (1768-1826), fils de Michel Picot, seigneur de Limoëlan ; chef chouan, qui participa notamment à l'attentat de la rue Saint-Nicaise, puis émigra aux États-Unis.
- Henri de Carné naît à Limoëlan le 17 janvier 1835, puis devint maire de Sévignac. Il succède à son père pareillement prénommé Henri. Elu conseiller général du canton de Broons, il est pour la première fois élu sénateur des Côtes-du-Nord le 10 octobre 1880, par 270 voix sur 487 votants. Le sénateur de Carné, propriétaire du domaine de la Ville-es-Blancs meurt le 23 janvier 1912.